# المسجد الإبراهيمي

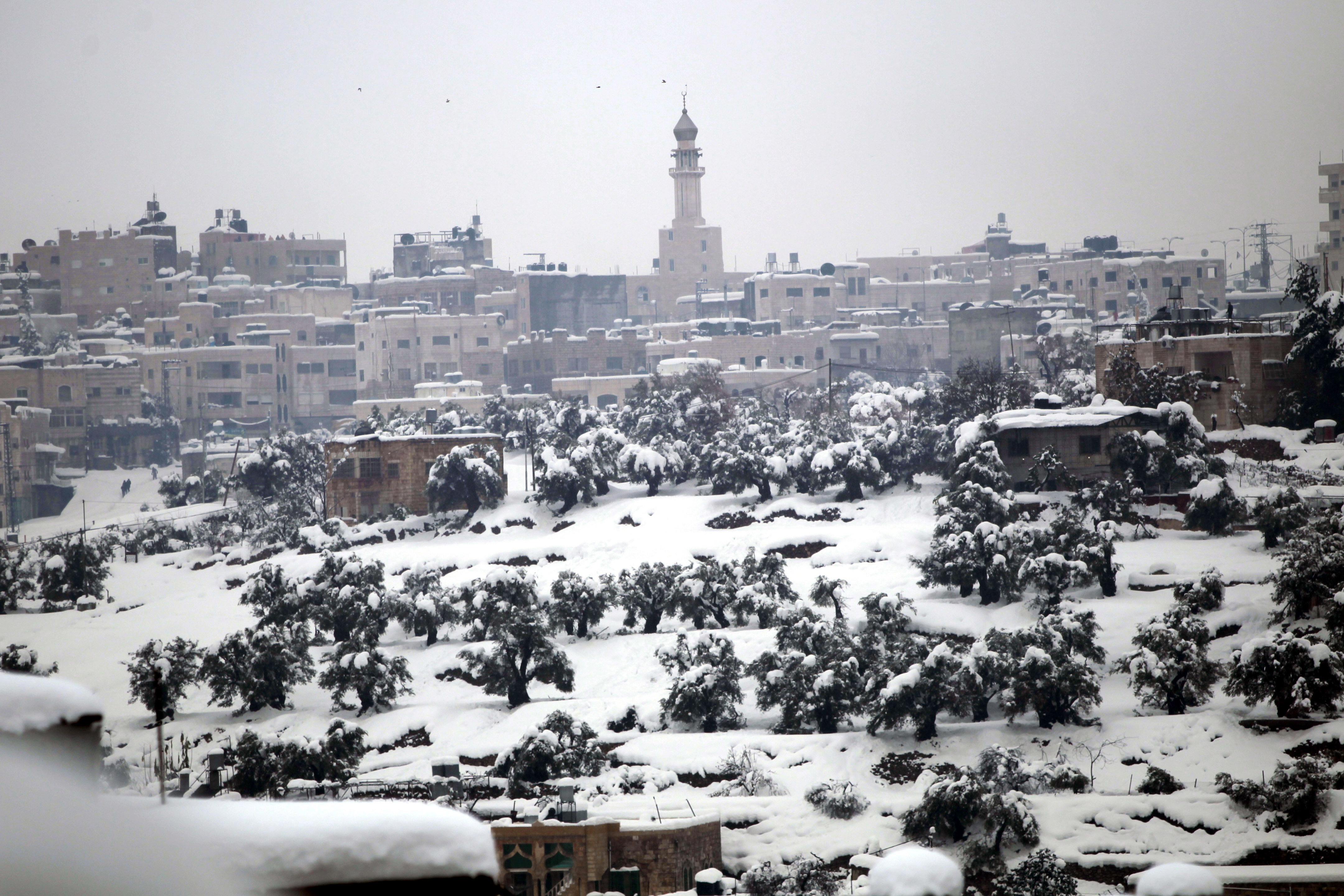
الحرم الإبراهيمي في الثُّلوج

المسجد الإبراهيميّ، أو الحرم الإبراهيميّ الشريف، وهو عند اليهود باسم كهف البطاركة أو مغارة المكفيلة (بالعبرية: מערת המכפלה)، يُعتبر أقدم بناء مُقدّس مُستخدم حتى اليوم دون انقطاع تقريباً، وهو رابع الأماكن المُقدّسة عند المسلمين، وثاني الأماكن المقدّسة عند اليهود بعد جبل الهيكل. جاءت قُدسيته كونه بُني فوق مغارة مدفونٌ فيه كلٌّ من النبي إبراهيم وزوجته سارة، وولدهما إسحاق وولده يعقوب وزوجتيهما رفقة وليئة، كما يُوجد بعض الروايات تذكر أن يوسف وآدم وسام ونوح مدفونون هناك أيضاً.
يقع في البلدة القديمة لمدينة الخليل جنوب الضفة الغربية في فلسطين، وهو يشبه في بناءه المسجد الأقصى، ويحيط بالمسجد سورٌ عظيمٌ مبنيٌّ من حجارة ضخمة يصل طول بعضها لـ7 أمتار، ترجع أساسته لعهد هيرودس الأول في فترة حكمه للمدينة (37 ق.م - 7 ق.م). بعدها قام الرومان ببناء كنيسة في مكانه، ثمّ هُدمت بعد أقل من 100 عام على يد الفرس، لتتحوّل بعدها إلى مسجد في العصور الإسلامية الأولى. ومع احتلال الصليبيين للمنطقة، بُني مكان المسجد كنيسة كاتدرائية، ما لبثت أن تحوّلت مرة أخرى لمسجد بعد تحرير صلاح الدين الأيوبي لفلسطين عام 1187. اليوم يقع المسجد تحت الاحتلال الإسرائيلي، ونظرًا للأهميّة الدينية للمسجد عند كلّ من المسلمين واليهود، فإنّه يُعتبر مركزًا للصراعات الجارية بين الفلسطينيين واليهود في مدينة الخليل، وبالتالي تمّ تقسيمه إلى مسجد للمسلمين وكنيس لليهود، وتمّ وضعه تحت حراسة أمنية مشددة.

## التسمية
عند المسلمين يُسمّى بـ المسجد الإبراهيميّ، نسبةً إلى النبي إبراهيم والمُلقّب بـ «خليل الله»، كونه دُفن فيه بحسب روايات تاريخيّة، ويشتهر في الإعلام باسم الحَرَم الإبراهيميّ، إلا أنّ بعض المسلمين يرفض تسميته بالحَرَم، بدعوى أنّ الحَرَم هو «مَا حَرَّمَ اللَّهُ صَيْدَهُ وَنَبَاتَهُ»، وأنّه لم يثبت في أحاديث النبي محمد أنّ هذا المسجد حَرَماً بعكس المسجد الحرام والمسجد النبوي.
أمّا عند اليهود فجاءت تسميته بـ مغارة المَكْفيلة (بالعبرية: מערת המכפלה) (بالإنجليزية: Cave of Machpelah) وهو الاسم المذكور عندهم في التوراة للمغارة التي يقوم عليها المسجد والتي اشتراها النبي إبراهيم من «عفرون الحثي» ليدفن فيها زوجته سارة بعد موتها، و«المكفيلة» كلمة سامية تعني «مزدوجة» للدّلالة على أن المغارة كانت تتكون من كهفين. كما يُسمّى بـ كهف البطاركة (بالإنجليزية: Cave of the Patriarchs) كون المغارة ضمّت مدفن الأنبياء إبراهيم وإسحق ويعقوب وزوجاتهم سارة ورفقة وليئة، وهؤلاء الأنبياء يُعتبرون من بطاركة العهد القديم في الديانة اليهودية.

## التاريخ

### ما قبل البناء

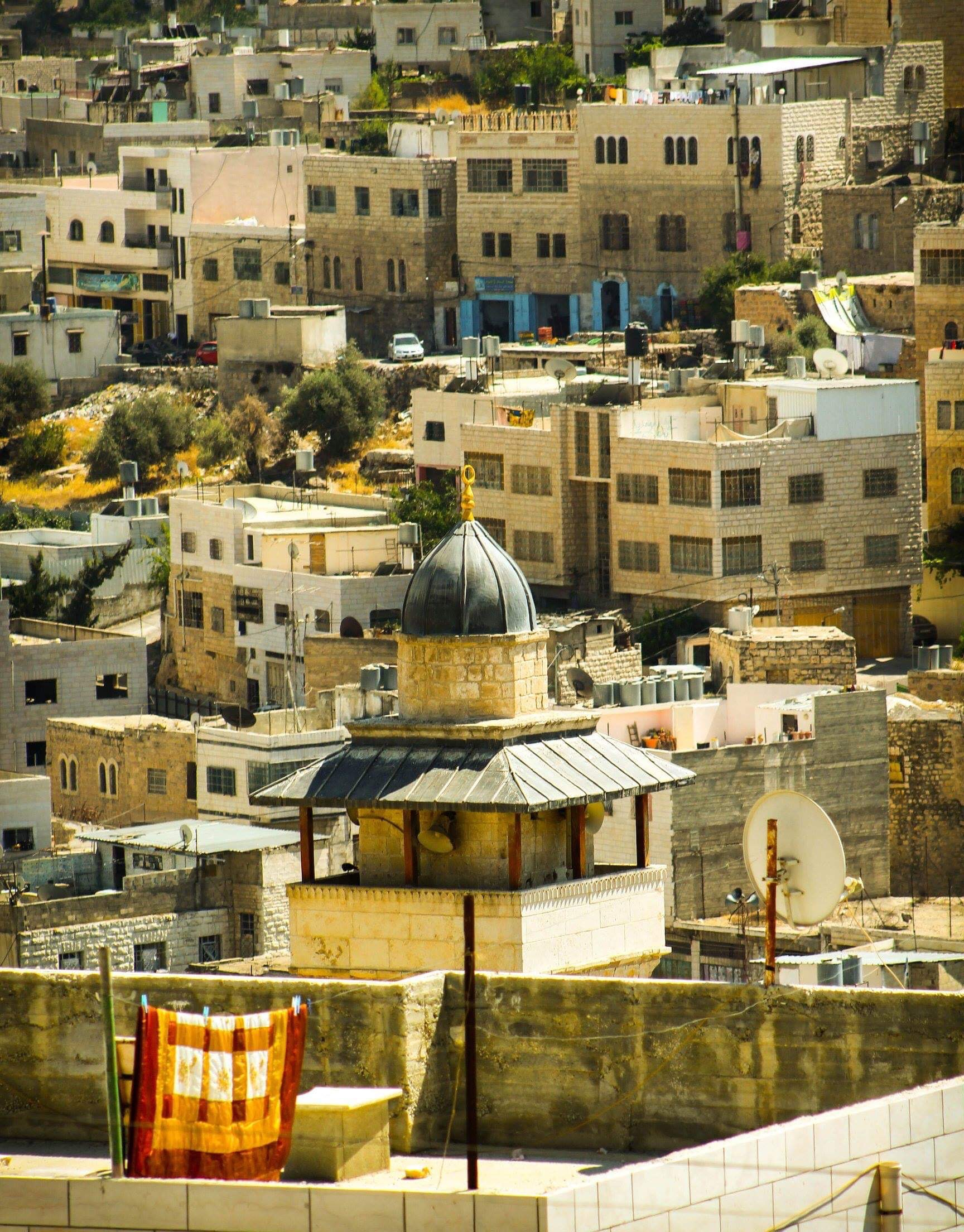
مأذنة الحرم الابراهيمي

يعُود تاريخ المكان الذي بُني عليه المسجد إلى عهد النبي إبراهيم، والذي وُلد في زمن النمرود سنة 1813 ق.م بحسب التلمود البابلي، وبحسب ما ورد في التوراة، فإنّ هذا المكان كان عبارة عن حقل صغير فيه أشجار ومغارة مزدوجة تُسمّى بالمكفيلة موجودة في طرف الحقل، وكانت مملوكة لشخص يُسمّى «عفرون بن صوحر الحثّي» من «بني حثّ» والتي كانت تسكن مدينة الخليل (وكانت تُسمّى «حَبْرُون») آنذاك، فلما تُوفّيت زوجة النبي إبراهيم سارة عن عمر 127 عامًا، أراد إبراهيم أن يدفنها، فاشترى الحقل والمغارة من عفرون بـ 400 شاقل فضة ليدفن زوجته سارة فيه وتكونَ مقبرةً لعائلته من بعده.
ثمّ لمّا تُوفي إبراهيم سنة 1638 ق.م عن عمر 175 عامًا، دُفن في المغارة المذكورة بجانب امرأته سارة من جهة الغرب، وتولّى دفنه ولداه إسماعيل وإسحاق. ثمّ بعد ذلك تُوفيت رفقة زوجة النبي إسحق ووالدة النبي يعقوب، فقام إسحق بدفنها في المغارة بحذاء قبر سارة من جِهَة القبْلَة، ليموتَ هو كذلك بعد سنين في الخليل فيقُومَ ابنَاه يعقوب وعيسو بدفنه في المغارة بحذاء قبر إبراهيم وإلى الغرب من قبر زوجته رفقة. ثمّ ماتت ليئة زوجة النبي يعقوب بعدما ذهب يعقوب إلى مصر فدُفنت في المغارة أيضًا. وعند وفاة النبي يعقوب في مصر أوصى بنيه أن يدفنوه في المغارة، ورد في سفر التكوين: «أَنَا أَنْضَمُّ إِلَى قَوْمِي. اِدْفِنُونِي عِنْدَ آبَائِي فِي الْمَغَارَةِ الَّتِي فِي حَقْلِ عِفْرُونَ الْحِثِّيِّ. فِي الْمَغَارَةِ الَّتِي فِي حَقْلِ الْمَكْفِيلَةِ، الَّتِي أَمَامَ مَمْرَا فِي أَرْضِ كَنْعَانَ، الَّتِي اشْتَرَاهَا إِبْرَاهِيمُ مَعَ الْحَقْلِ مِنْ عِفْرُونَ الْحِثِّيِّ مُلْكَ قَبْرٍ. هُنَاكَ دَفَنُوا إِبْرَاهِيمَ وَسَارَةَ امْرَأَتَهُ. هُنَاكَ دَفَنُوا إِسْحَاقَ وَرِفْقَةَ امْرَأَتَهُ، وَهُنَاكَ دَفَنْتُ لَيْئَةَ». فمات في مصر وكان عمره 147 عامًا، وحنّط أطباء مصر جثته، وجاء بها ابنه يوسف وأخوته إلى الخليل («حَبْرون») في موكب عظيم، ثمّ قاموا ودفنوها في نفس المغارة.
وهناك اتّفاق بين المؤرّخين المعاصرين على أنّ الأنبياء دُفنوا في المغارة المذكورة، قال ابن كثير في كتابه البداية والنهاية: «فقبره (أي إبراهيم) وقبر ولده إسحاق وقبر ولد ولده يعقوب في المربّعة التي بناها سليمان بن داود ببلد حبرون، وهو البلد المعروف بالخليل اليوم. وهذا مُتَلَقَّى بالتَّواتر أمّة بعد أمّة، وجيلاً بعدَ جيل من زمن بني إسرائيل، وإلى زماننا هذا أن قبره بالمربّعة تحقيقًا، فأمّا تعيينه منها فليس فيه خبر صحيح عن معصوم».

### العهد الروماني

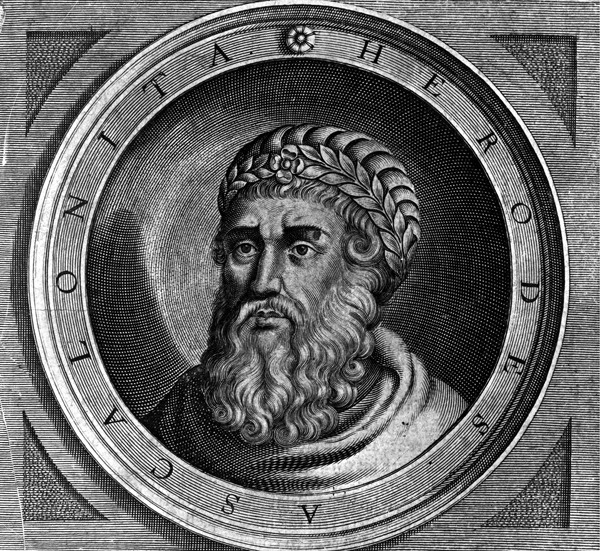
هيرودس الأول الملك الأدومي الذي يُنسب إليه بناء الحير، ذلك السّور الضخم المحيط بالمسجد

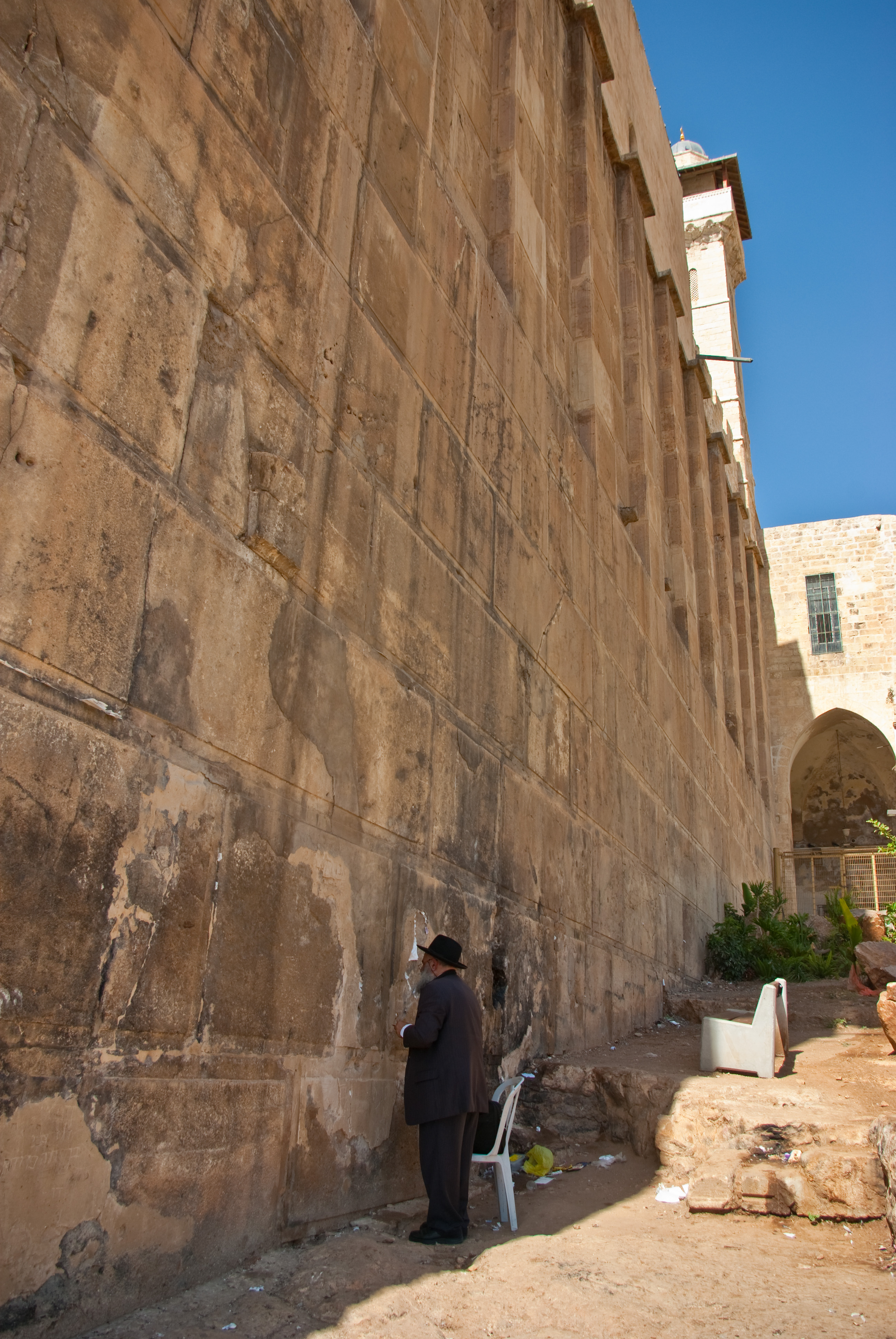
الزاوية الغربية للحير، ويظهر ضخامة الحجار المُستخدمة والذي يوافق الطراز الهيرودياني بالبناء

بعد دفن النبي إبراهيم وأولاده وأزواجهم في المغارة، أصبحت معروفة للأمم والدول المتعاقبة، وكان معروف لديهم قدسيّة وطهارة المكان، لكنَّ المصادر التاريخيّة لا تذكر على وجه الدقّة تاريخ المكان قبل الفترة الرومانيّة بكثير ولا تاريخ تحديد موقع دفن الأنبياء. وكان أوّل بناءٍ أُنشيء في المكان هو ذلك السور العظيم المحيط بالمغارة والمعروف بـ الحير والباقي إلى يومنا هذا على حاله، وهو عبارة عن سور مستطيل الشكل غير مسقوف، وكان في بناءه الأول له باب واحد يؤدي إلى المغارة ويقع في الجهة الجنوبية الغربية في الأسفل بجانب مقام يوسف. وينتابُ تاريخ بناء هذا الحير بعض الشكّ، فبحسب دراسات حديثة قام بها باحثون غربيون، فإنّ بناء الحير تمَّ في عهد الإمبراطورية الرومانية أيام الحُكم الهيرودوسي على المنطقة في عهد الملك الأدومي العربي هيرودس الأول (37 ق.م - 4 ق.م)، والذي كان حليفًا للإمبراطورية الرومانية آنذاك، وهو ما رجّحه باحثون مثل نظمي الجُعبة في كتابه «تاريخ الخليل» وأحمد المرعشلي في «الموسوعة الفلسطينية» والكاتب اليهودي عوديد أبيشار في كتابه «سيفر حبرون». ويؤيّد ذلك الطراز المعماري الذي بُني به الحير، والذي يطابق الطراز المعروف بالهيرودياني (نسبة لهيرودس)، والذي يتميّز باستعمال الحجارة الضخمة التي قد يصل طولها إلى 7 أمتار.

إلا أنّ بعض علماء الآثار رجّحوا كون الحير قد سبق هيرودس الأول بكثير، وقد أورد المؤرّخ الروماني يوسيفوس فلافيوس (37 ق.م - 100) كلّ المباني التي بناها هيرودس الأول ولم يذكر الحير من ضمنها، ولكنه يشير إلى المبنى دون ربطه بهيرودس، قال: «ويُشار في الخليل إلى حجرة دفن إبراهيم داخل مبنى عالٍ مشكل من أجمل وأكبر أنواع الحجارة المهذبة». وكرأي آخر، أوردت بعض المصادر الإسلاميّة روايات خاصّة، تذكر بأنّ باني هذا السور الضخم هو النبي سليمان (عاش ما بين 970 ق.م حتى 931 ق.م) مستعينًا بالجن لضخامة الأحجار المستعملة في البناء، لذى أطلقوا عليه اسم السُّور السُّليماني، بل ويذكُر المؤرّخ الإسلامي مجير الدين الحنبلي (تُوفي 1522) في كتابه الأنس الجليل بتاريخ القدس والخليل وجود سورين أحدُهما فوق الآخر، الأوّل من بناء النبي سليمان، والثاني فوقه من بناء الرومان، ويقول في قصّة بناءه على عهد النبي سليمان:

### العهد البيزنطي
وفي عهد الإمبراطورية البيزنطية، يذكر المؤرخون آراء مُختلفة عن قيام البيزنطيون بتحويل المبنى إلى كنيسة بيزنطية، حيث يذكرون أنّه في عهد الإمبراطور الروماني جستينيان الأول (حَكَم 527 - 565)، تمّ بناء كنيسة على الحير على الطراز البيزنطي، (وقيل بل بُنيت في عهد الإمبراطور قسطنطين الأول (حَكَم 305 - 337) عندما زارت أمّه الملكة هيلانة منطقة فلسطين عام 326) لتُصبح مكانًا للعبادة بعد اعتناقهم المسيحية، فقاموا بسقف السور كلّه أو بعضه، وفتحوا في السور بابًا، وتمّت إضافة أربعة أعمدة كي تحمل إيوانات، فضلاً عن إدخال بعض التعديلات على الأسوار بحيث تتلائم مع عادات المسيحية. وذكروا أنّه كان أباطرة الرومان والبيزنطيون يتخذون هذا المكان حصنًا في حالة الحرب وكنيسة للعبادة في حالة السِلم أو كليهما. وقد وصف الرّحالة الإيطالي أنطونيوس بلاتشيفوس سنة 570 الكنيسة أنّها كانت على شكل بازيليكا، وتتألف من أربعة صفوف من الأعمدة. وحينما غزا الفُرس فلسطين عام 614، قاموا باحتلال الخليل ودمّروا الكنيسة التي كانت مُقامة على المغارة، وسرعان ما استرد البيزنطيون المدينة. وبقيت كذلك حتى الفتح الإسلامي.
ويعترض مؤرخون آخرون على هذا محتجّين بعدم وجود أيّ دليل أثري يدل على أنّ المبنى كان كنيسة، بالإضافة إلى عدم وجود اسم للكنيسة المُقامة داخل الحير ضمن قوائم الكنائس المدمّرة والموجودة في الأدب المسيحي البيزنطي، ما يؤكد عدم وجود كنيسة أصلاً، كما أنّ وجود الحير إلى يومنا هذا وعدم وجود أي أثر للكنيسة، يُضعِف القول بهدم الكنيسة دون الحير.

### العهد الإسلامي

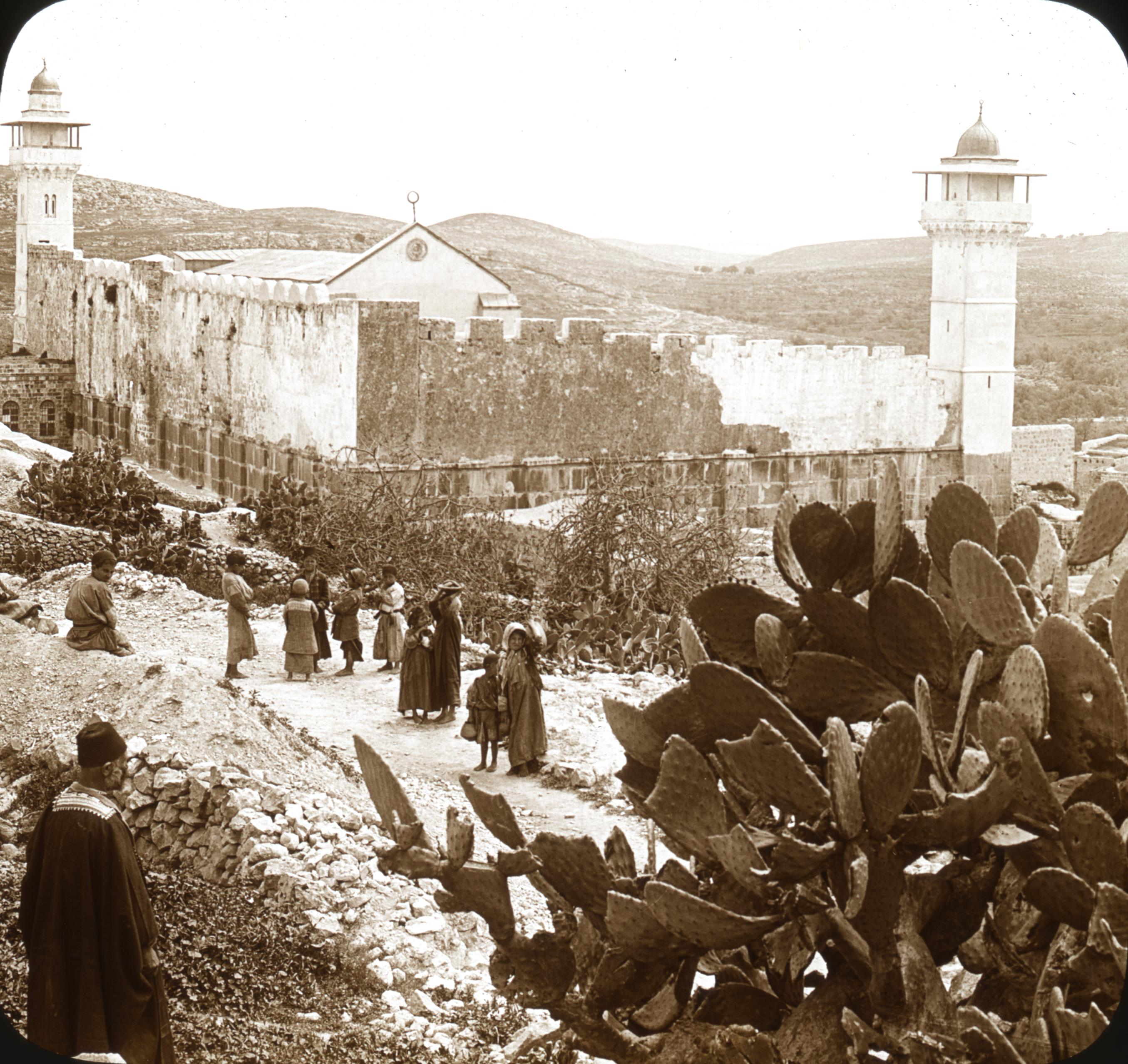
أنشيء المسجد الإبراهيمي في مكان الحير منذ الفتح الإسلامي لبلاد الشام بعد عام 634. الصورة هي للمسجد حوالي عام 1900.

بعد ظهور الإسلام في الجزيرة العربية، وفي عهد الخليفة عمر بن الخطاب (حَكَم 634 - 644) تم الفتح الإسلامي لبلاد الشام، وسيطر المسلمون بقيادة عمرو بن العاص على منطقة الخليل عام 634 بعد معركة أجنادين ضد البيزنطيين، وفي تلك الفترة لم تكن الخليل ذات أهميّة حيث أزال الفُرس منها مظاهر الحضارة، وكان المسجد الإبراهيمي مُجرّد سور مُهمَل. ومع الفتح الإسلامي، وبعد اعتناق الأهالي الإسلام، اعتبروا الحير مكانًا مقدّسًا، فجعلوه مسجدًا يزورونه ويُصلّون فيه، ويقيمون المساكن حوله.
وفي عهد الدولة الأموية (662 - 750)، حظيت مدينة الخليل بشكلٍ عام والمسجد الإبراهيمي بشكلٍ خاص بعناية الأمويين، فقاموا بأعمال البناء، فسقفوا المسجدَ، وتم وضع قباب لمدافن الأنبياء، وبنوا المشاهد فوق الأضرحة، وأخذت الأبنية تتسع حول المسجد. وكان الخلفاء الأمويون يتقربون إلى الله بما يهبون إلى هذه المقامات من أنواع النذور والصدقات ويوقفون الوقفيات. لكن لم يُعلَم بالتحديد متى بُني المسجد، وما هو شكل البناء الإسلامي الأوّل، وقد ورد وصفٌ للمسجد للرحّآلة أركولف قبل عام 680، لم يذكر فيه وجود سقف للحير ولا مسجد، ولكن ذَكَر وجود صناديق حجرية تُشبه القبور التذكارية الحالية فوق كل قبرٍ من القبور الستة، ما يرجّح كون المسجد بُني في أواخر عهد الدولة الأموية.
وفي عهد الدولة العباسية (750 -1519)، استمرّ اهتمام الخلفاء في مدينة الخليل والمسجد الإبراهيمي، ففي بداية العهد العباسي، فتح الخليفة أبو عبد الله المهدي عام 775 بابًا في السور الشمالي الشرقي بارتفاع ثلاثة أمتار ونصف، وتم تركيب باب حديدي له، وزيّن المسجدَ وفرشه بالسجاجيد، وأدخل على عمارته إصلاحًا كبيرًا. وفي أواخر القرن التاسع الميلادي تمّ بناء ما يُعرف «بالمُغطّى» وهو سقف ساحة المسجد الرئيسية، إضافة إلى بعض الغرف لإسكان الزوّار. وفي عهد الخليفة المقتدر بالله (حَكَم 908 - 932) بُني على قبر النبي يوسف قبة. وفي ظلّ سيطرة الدولة الفاطمية على الشام ومدن فلسطين ومنها الخليل عام 972، تطوّرت العِمارة في المسجد، وتوسّع المسلمون في نشاط المسجد فبنوا دورًا للزوّار حول المبنى، وتم بناء القِباب على قبور إبراهيم وسارة في عام 985. ثمّ تعرّض المبنى لزلازل قويّة عام 1016 ممّا أدّى إلى تخريب بعض مكوّناته.
وفي تلك الفترة مرّ بالخليل عدّة رحّآلة وصفوا المسجد في كتبهم، منهم المقدسي البشاري الذي كتب عام 985 وصفه قائلاً: «فيها (أي الخليل) حصنٌ منيع يزعمون أنّه من بناء الجنّ من حجارة عظيمة منقوشة، وسطه قُبّة من الحجارة إسلاميّة على قبر إبراهيم وقبر إسحاق قدّام في المغطّى، وقبر يعقوب في المؤخّر حذاء كلّ نبيّ امرأته، وقد جُعل الحيرُ مسجدًا وبُني حوله دُورٌ للزوّار، واختلطت به العمارة». أمّا الرحّآلة الفارسي ناصر بن خسرو فقد زار المسجدَ عام 1047 أي قبل الغزو الصليبي بخمسين عامًا، ووصف المسجدَ وصفًا مُفصلاً قائلاً في بعضه: «والمشهد (أي المسجد) على حافة القرية من ناحية الجنوب وهي في الجنوب الشرقي، والمشهد يتكون من بناء ذي أربع حوائط من الحجر المصقول طوله ثمانون ذراعاً وعرضه أربعون وارتفاعه عشرون وثخانة حوائطه ذراعان، وبه مقصورة ومحراب في عرض البناء، وبالمقصورة محاريب جميلة بها قبران رأسهما للقبلة وكلاهما من الحجر المصقول بارتفاع قامة الرجل الأيمن قبر اسحق بن إبراهيم والآخر قبر زوجه عليها السلام وبينهما عشرة أذرع وأرض هذا المشهد وجدرانه مزينة بالسجاجيد القيمة والحُصر المغربية التي تفوق الديباج حسنا».

### العهد الصليبي

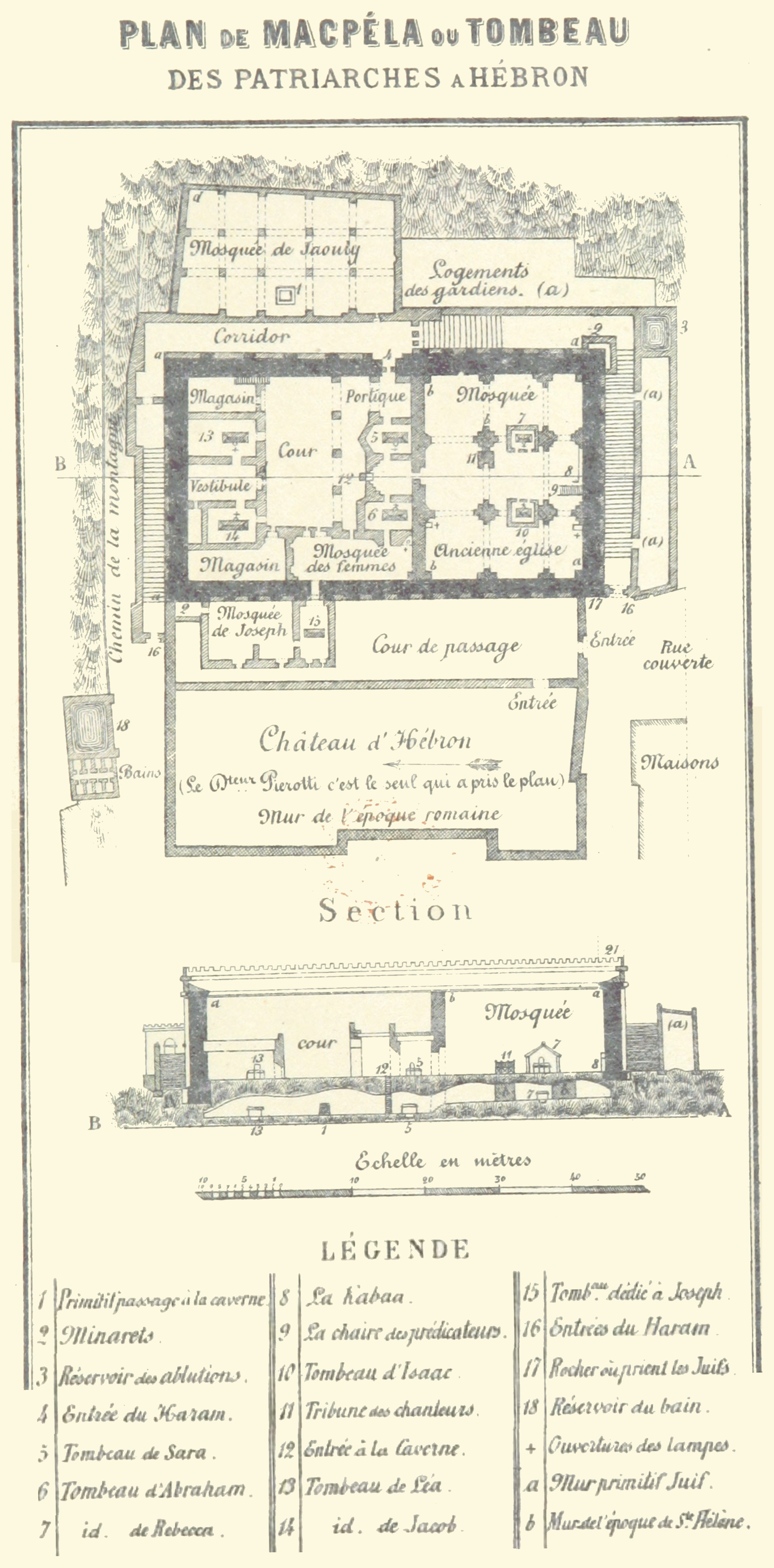
رسم للمسجد الإبراهيمي يعود لعام 1881، ويظهر فيه قلعة القديس أبراهام في الجهة الجنوبية الغربية للمسجد، كما تظهر قبور الأنبياء الحقيقية والتي تمّ اكتشافها عام 1119

وقعت مدينة الخليل في أيدي الصليبيين في عام 1099 (والذي استمرّ حُكمهم لعام 1187) وذلك بعد الاستيلاء على مدينة القدس، فقاموا باستهداف المسجد الإبراهيمي بمجرد دخولهم المدينة، حيث قام القائد الفرنسي بيير دي نوربون بالاعتداء على المسجد والاستيلاء على كلّ النفائس الموجودة داخله. وفي عام 1100، وسعيًا منهم لتثبيت حُكمهم في الأراضي التي سيطروا عليها، قام الصليبيون بتحصين المدينة، وقام الأمير جودفري (أوّل حكام بيت المقدس) ببناء قلعة حصينة مُعززة بأبراج دفاعية بجانب المسجد الإبراهيمي عُرفت باسم قلعة القدّيس أبراهام، حيث بُنيت على طول الجدار الغربي للمسجد، وضمّت القلعة عددًا من الغُرَف المتجاورة. وكانت القلعة مربعة الشَّكل وتتكون من طابقين، ينما يبلغ الارتفاع حوالي 10 أمتار والسُّمك 3 أمتار. وقد بقيت القلعة تقوم بدورها حتى تسلّمها صلاح الدين الأيوبي سنة 1187، وظلّت القلعة من غير سوء حتى وصفها ياقوت الحموي (تُوفي 1231) بالحصانة والمَنَعة، ثمّ قام السلطان الناصر محمد بن قلاوون بتجديد بنائها عام 1311. وقد بقيت آثار هذه القلعة لعام 1960 حين أزيلت مع الأبينة المحيطة بالمسجد.

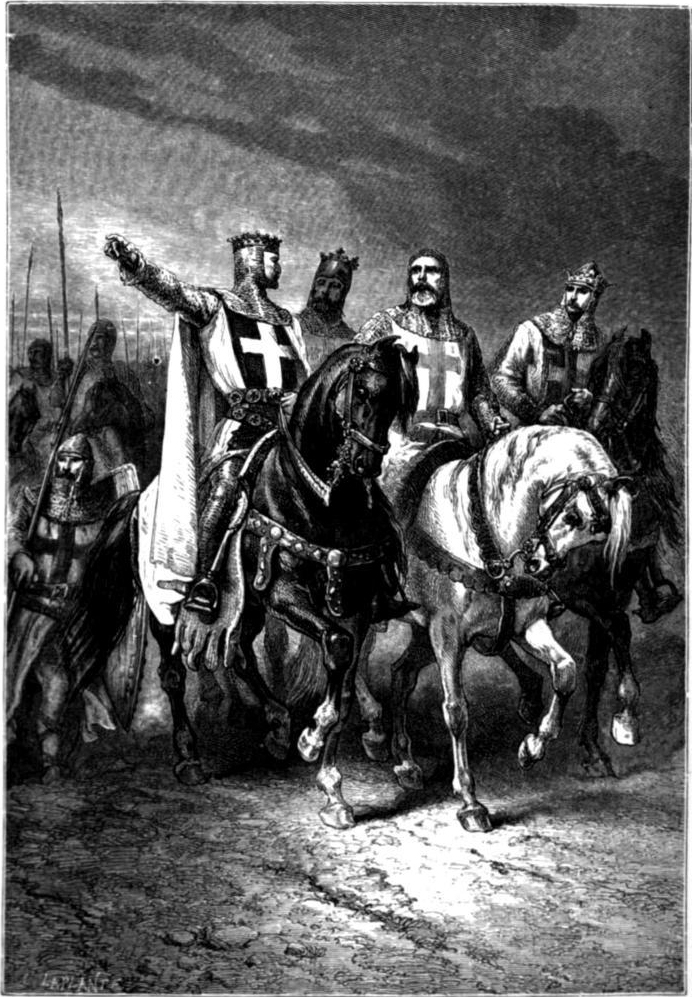
جودفري (على اليسار) أثناء حملته الصليبية الأولى، والذي أصبح أول ملك على مملكة بيت المقدس والذي بنى «قلعة القديس أبراهام» بمحاذاة المسجد الإبراهيمي

وكان من أهمّ الأحداث أيضًا ما تم إعلانه عن اكتشاف قبور الأنبياء الحقيقية عام 1119، فتحت إشراف رئيس كنيسة القديس أبراهام واسمه رينيه، وفي يوم 7 يوليو عام 1119 تم بالصدفة اكتشاف المغارة التي فيها رفات الأنبياء أسفل المسجد عن طريق فتحة قرب مقام إسحق فقاموا بفتح المغارة وعثروا على رفات يعقوب، وفي مغارة أخرى فرعية وجدوا رفات إبراهيم وإسحق، ووفقًا لراهب الخليل (أحد رواة قصة اكتشاف المقابر نقلاً عن اثنين من رجال الدين المشاركين بعملية الاكتشاف) فإنه بعد فتح المغارة تم حمل الرفات والطواف بها في شوارع الخليل، ثم العودة بها للمغارة ووضعها على طاولة من خشب ليتم إغلاق مدخل المغارة بعد ذلك. كما تمّ العثور في المغارة على 15 إناء فخّاري تضم عظامًا لموتى دون معرفة أصحابها، وقد شاع فيما بعد أنّ هذه العظام تعود لأبناء النبي يعقوب الأحد عشر (عدا يوسف).
وقد روى الرّحّآلة المسلمون الذين زاروا المسجد في تلك السنة هذه القصّة، فقد روى المؤرخ ابن القلانسي في أحداث عام 1119: «وفي هذه السَّنة حَكَى من وَرَد من بيت المقدس ظُهُور قبور الخليل وولديه إسحق ويعقوب الأنبياء عليهم الصلاة من الله والسلام وهم مجتمعون في مغارة بأرض بيت المقدس وكأنَّهم كالأحياء، لم يَبْلُ لهم جسد ولا رُمَّ عظم، وعليهم في المغارة قناديل مُعلَّقة من الذهب والفضة، وأُعيدت القبور إلى حالها التي كانت عليه. هذه صورة ما حكاه الحاكي والله أعلم بالصَّحيح من غيره». ويقول الرحّآلة أبو الحسن الهروي والذي زار المسجد عام 1173: «لمَّا كان في زمان الملك بردويل انخسف الموضع في هذه المغارة، فدخل جماعة من الفرنج إليها بإذن الملك، فوجدوا فيها إبراهيم وإسحاق ويعقوب عليهم السلام قد بليت أكفانهم وهم مستندون إلى حائط وعلى رؤوسهم مناديل ورؤوسهم مكشوفة فجدد الملك أكفانهم ثم سدّ الموضع، وذلك سنة ثلاث عشرة وخمسمائة هجرية».

مقطع عرضي لكنيسة القديس أبراهام، التي أقامها الصليبيون مكان المُغطّى في الجهة الجنوبية للحير، وتظهر فيه الأروقة الثلاثة

كما قام الصليبيون بتحويل المسجد إلى كنيسة أطلقوا عليها اسم كنيسة القدّيس أبراهام واتخذوا منها مركزًا دينيًا لكل المناطق المجاورة، وقد اتبعت الكنيسة النظم الرهبانية الأوغسطينية، أو قوانين أوستين الكنسية، وتم تسجيل ذلك في الوثائق لأول مرة عام 1112. وقد ورد ذكر منصب «رئيس رهبان القديس أبراهام» و«منصب رئيس كنيسة القديس أبراهام»، ما يُفهَم منه وجود دير إضافة لكنيسة في مكان المسجد الإبراهيمي. ويؤكد باحثون حديثون مختصون أنّ الكنيسة المذكورة لم يكن على رأسها إلا مجرد مطران أو رئيس كنيسة، وكانت تتبع مباشرة لبطريرك بيت المقدس، وظل الأمر على حاله حتى ارتقت من كونها مجرد مطرانية إلى أن أصبحت أسقفية عام 1168، وكان أوّل الأساقفة هو رينو.
ويشير باحثون بوجود تشابه كبير بين الأوصاف المنقولة عن عدد من الرحالة الصليبيين (أبرزهم سايولف ودانيال) للحرم في بداية العهد الصليبي والأوصاف المنقولة عن الرحالة الإسلاميين قبل الصليبيين، ما يعني أن المسجد الإبراهيمي لم يطرأ عليه أي تغيير يُذكر في الجانب المعماري في بدايات العهد الصليبي. ومع اكتشاف قبور الأنبياء عام 1119، بدأت أعمال الترميم والبناء على المبنى، فكان أهمّ التعديلات التي تمّت هي هدم السقف الإسلامي المستوي والموجود في الجهة الجنوبية للمسجد، والذي عُرف باسم «المُغطّى» والغرف التي معه، ومن ثم بناء كنيسة مكانه على الطراز البازيليكي، ولها ثلاثة أروقة أوسطها أعلاها والتي شكّلت صحن الكنيسة، وبُني فوقها قُبّة، وهذه القبّة تميّزت بحدّة تقوّسها، وتقع في حافّتها السفلية أربع شرفات مقوسة ترتكز كلّ منها على مجموعة من الأعمدة المنحنية وعددها ثلاثة، وهذه المجموعات الأربع ترتكز الواحدة منها على أحد أعمدة الكنيسة الرئيسية، وهذا الوصف يشابه الطراز الإنجليزي الأول في بناء القُبب. كما أضافوا مقصورتين صغيرتين من رخام وجص عند البوابة. كما تمّ تزيين الأعمدة الرئيسية بتيجان عنقودية مكثفة، نحتوا فيها نقوشًا على شكل أوراق الأشجار. كما تمّ إقامة مذبح عند طرف الساحة التي حوت مشاهد الأنبياء. وأمّا بالنسبة للمغارة، فقد تمّ بناء سلّم من خمس عشر درجة داخل الغرفة الأمامية للمغارة ليسهل الدخول إليها.

### العهد الإسلامي الثاني

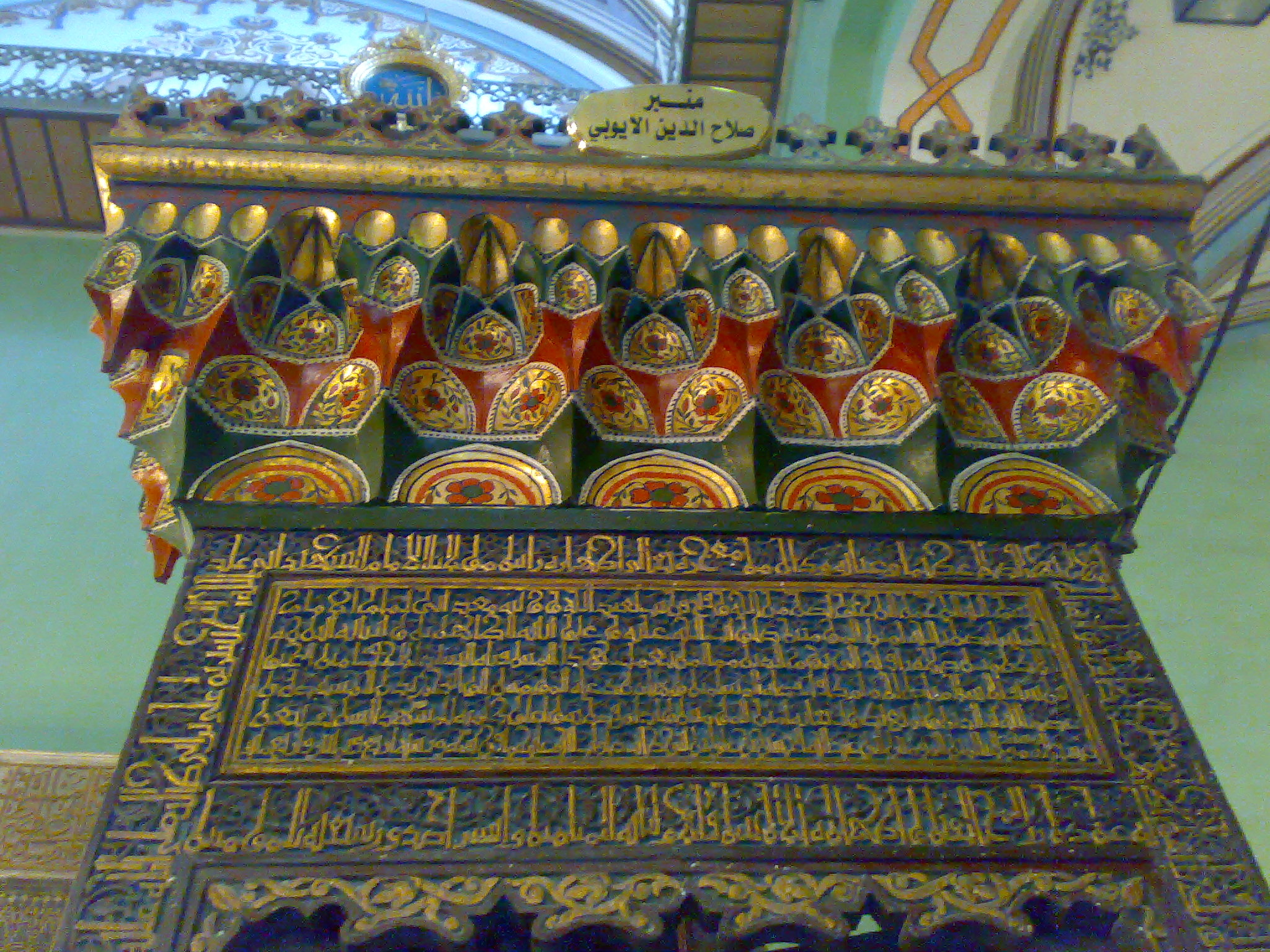
المنبر الذي جاء به صلاح الدين الأيوبي، وهو عبارة عن تحفة فنية

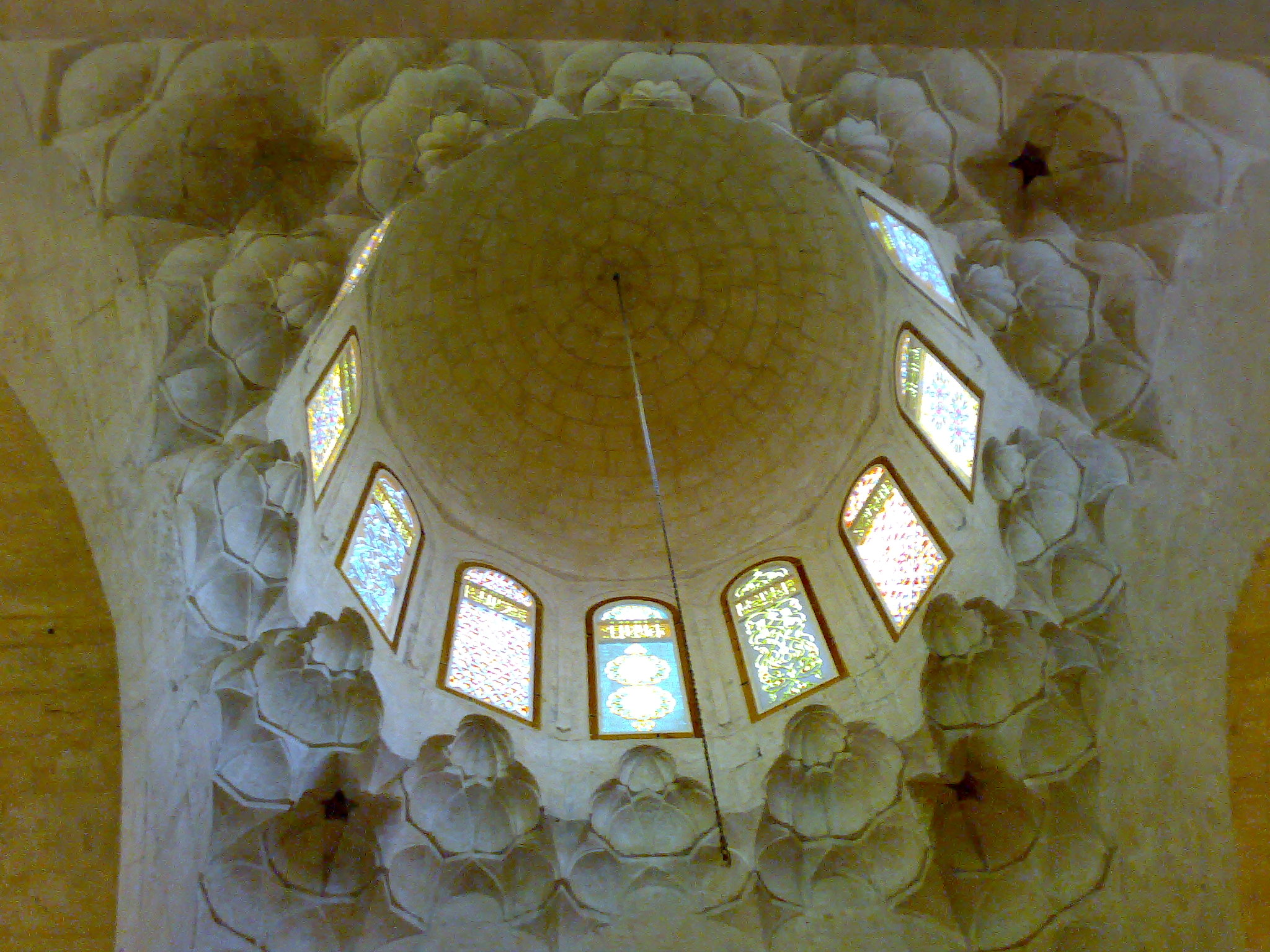
قُبّة مُصلّى الجاولية، والذي أمر ببنائه الأمير سنجر الجاولي عام 1320 في عهد السلطان المملوكي الناصر محمد بن قلاوون

استطاع القائد صلاح الدين الأيوبي أن يعيد مدن فلسطين كلّها إلى حظيرة المسلمين في عهد الدولة الأيوبية (1174 - 1342) وذلك بعد معركة حطين عام 1187، لينهي بذلك الوجود الصليبي في الخليل والمنطقة. ومع استعادة المسجد الإبراهيمي من الصليبيين، تم تحويل الكنيسة إلى مسجد من جديد دون تغيير جذري للمبنى، وتمّت إزالة المظاهر الصليبية في المسجد، ومن أهمّها المذبح والصور الموجودة داخل المبنى، كما قام بوضع منبر مميّز من خشب عام 1191، كان قد أخذه من عسقلان. وفي عهد السلطان المعظم عيسى بن أحمد (حَكَم 1180 – 1227) اهتم بالمسجد اهتمامًا شديدًا، تشهد على ذلك وجود رخامة بجانب المنبر ونقوش على باب المسجد ترجع إلى عام 1215.
وفي العهد المملوكي (1250 - 1516) ازدهرت الحركة المعمارية في مدينة الخليل عامّةً وما يتعلّق بالمسجد الإبراهيمي خاصّةً، فقام الظاهر بيبرس بتجديد القبّة الرئيسية للمسجد عام 1268، كما رتّب الأخشاب والمقاصير والأبواب، ودهن ما يحتاج منها إلى الدهان، وجدّد مشاهد الأنبياء، كما أصلح أماكن الوضوء. كما مَنَع اليهود والمسيحيين من الدخول إلى ضريح إبراهيم حيثُ كانوا يدخلون إليه لقاء أجر على ذلك. وفي عام 1287 أمر السلطان المنصور قلاوون بتجديد المسجد وذلك بتغطية أجزاء واسعة منه بالرخام، ورخّم حجرة النبي إبراهيم التي فيها مقامه، كما قام بعمارة أحد أبواب المسجد. وفي عهد ابنه الناصر محمد بن قلاوون قام الأمير علم الدين سنجر الجاولي بقطع الجبل المحاذي للحير من الجهة الشرقية من ماله الخاص، وقام ببناء مسجد فيه عام 1320 وصار يُعرف باسم «مسجد الجاولية» والذي يُعتبر جزءًا من المسجد الإبراهيمي، وبينهما دهليز. كما أقام في عام 1331 دكة للمؤذنين على أعمدة من رخام. وأقام القُبّة التي تعلو بئر الغار في القاعة الإسحاقية. وفي فترة حُكم الظاهر سيف الدين برقوق قام الأمير شهاب الدين أحمد اليغموري (تولّى 1393 - 1398) بإعمار المسجد الإبراهيمي، والذي كان بدوره «ناظر الحرمين الشريفين»، فعمّر محراب المالكية، والأروقة ورتب سبع قراء وشيخًا لقراءة البخاري ومسلم في المسجد، كما قام بفتح الباب الثالث من جهة الغرب خلف قبر إبراهيم، وفتح الشباك بالحير والذي يُتوصل منه إلى قبر يوسف، كما فتح بابًا من جهة الغرب في الحير حذاء قبر يوسف. وانتهى المسجد في العهد المملوكي إلى أن أصبح له أربعة مآذن وأصبح البناء يغطي نصف مساحة المسجد، وأصبح له بابان يصلان إلى المسجد بسلّمين صاعدين.
وفي عهد الدولة العثمانية (1299 - 1923)، دخلت الخليل تحت سيطرة العثمانيين بعد معركة مرج دابق عام 1516، فانتشر في عهدهم العلم والعلماء في المسجد الإبراهيمي، وتمّ في عهدهم تزيين المسجد بالكتابات والآيات، بالإضافة للشبابيك والقناديل والمزهريات المعدنية والشمعدانات. وكان من أبرز الكتابات، الإزار الذي يوشّح المسجد من الداخل وهو سورة يس والتي كتبها الخطاط إبراهيم السلفيتي سنة 1895 كما تمّ وضع الحجر الرخامي لبئر الغار سنة 1793. وفي سنة 1599 تمّ تجديد شباك قبر سارة، وفي عام 1691 تمّ إنشاء مسقاة في المسجد. وفي عهدهم أيضًا تمّ ستر الأضرحة بستائر حريرية.

### عهد الإنتداب البريطاني والحكم الأردني

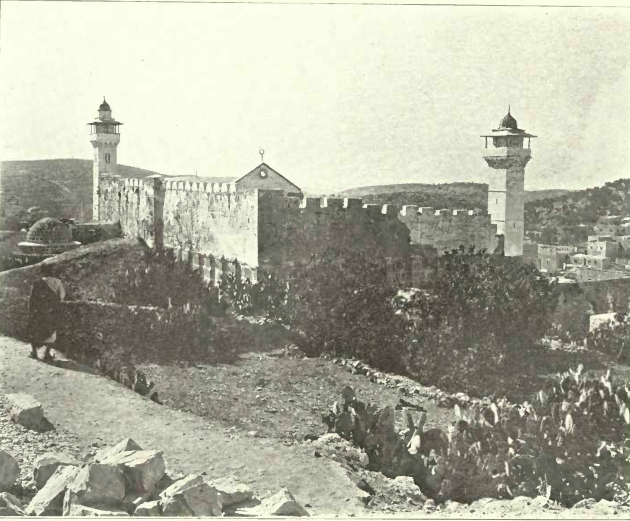
المسجد الإبراهيمي عام 1913، قبيل عهد الإنتداب البريطاني على فلسطين

مع انتهاء الحرب العالمية الأولى، دخلت القوّات الإنجليزية مدينة الخليل بعد انسحاب الجيش العثماني منها في عام 1917، فأسسوا فيها إدارة عسكرية استمرّت لعام 1920 لتصبح بعدها تحت الإنتداب البريطاني (1920 - 1948)، وتمّ تشكيل «المجلس الإسلامي الأعلى» لرعاية شؤون الأماكن الإسلامية في المدينة. وكان من أبرز الأعمال التي قام بها هذا المجلس: تعمير المنبر عام 1920، وقصارة وتكحيل المسجد عام 1922، وتبليط مصلى الجاولية وتكحيل سطحه عام 1945، وإنشاء ميضأة في ساحة القلعة عام 1944.
وبعد أن انسحب البريطانيون من فلسطين عام 1948، خضعت مدينة الخليل رسميًا إلى حُكم الأردن (1950 - 1967)، بعد قرار وحدة الضفتين عام 1950، والذي جعل الضفة الغربية جزءًا من المملكة الأردنية الهاشمية.
وقد انجزت في ذلك العهد إصلاحات عديدة للمسجد الإبراهيمي، فزادت العناية فيه وتحسّنت أوضاعه وزاد عدد موظفيه، من هذه الأعمال: بناء درج حديث في الساحة الجنوبية للمسجد وإعمار وترميم حائط مقام يوسف عام 1950، وطلاء الواجهات الداخلية للمسجد عام 1951، وطلي المسجد بالكلس والزيت عام 1957، وفتح بابين للدرج الجديد وتسوية أرض القلعة عام 1953، وإصلاح رصاص قبة مقام يعقوب عام 1957، وإعادة بناء جزء من البرج الملاصق للبرج الشمالي الغربي سنة 1965. كما أزيلت بعض الأبنية المُحيطة بالمسجد عام 1964، والتي كانت تحوي سوق عجرود والتكية الإبراهيمية والرباط المنصوري وأبنية لعائلات كانت تخدم المسجد.

### عهد الاحتلال الإسرائيلي

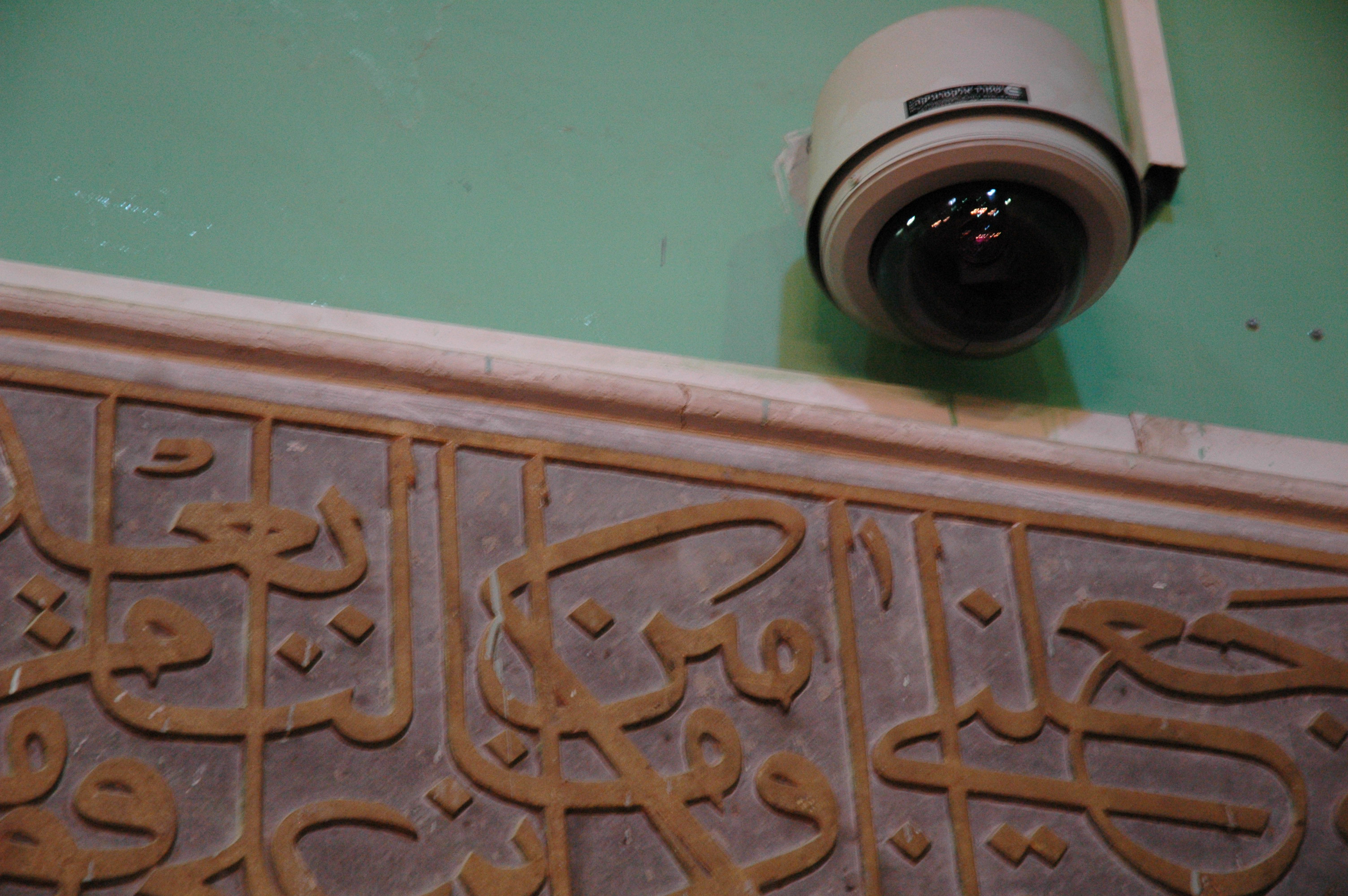
كاميرات مراقبة تابعة للشرطة الإسرائيلية

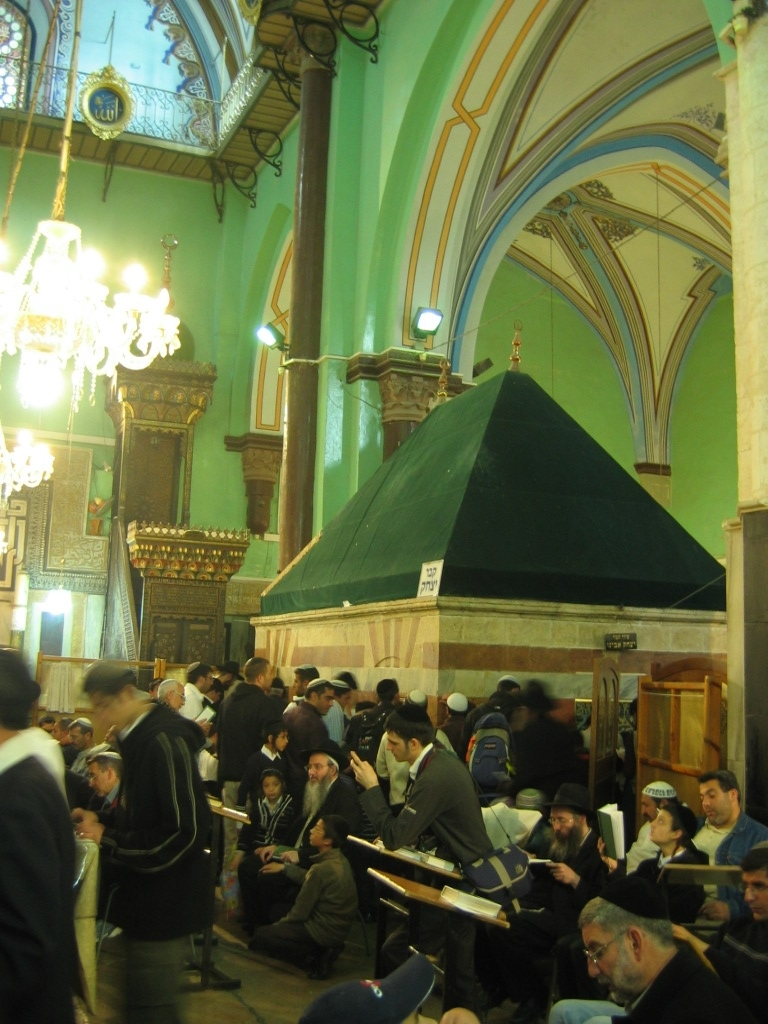
يهود يصلّون في مُصلّى الإسحاقية في أحد أعيادهم والذي يُغلق فيه المسجد أمام المسلمين

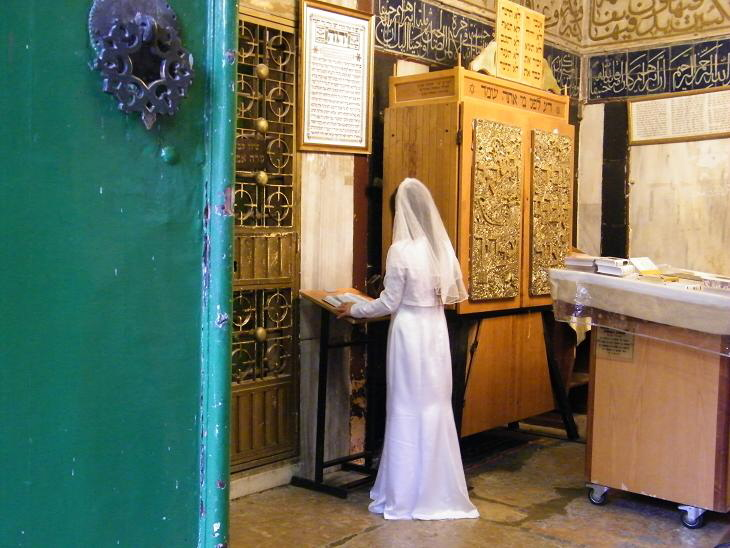
عروس يهودية تُصلي في مُصلّى الإبراهيمية

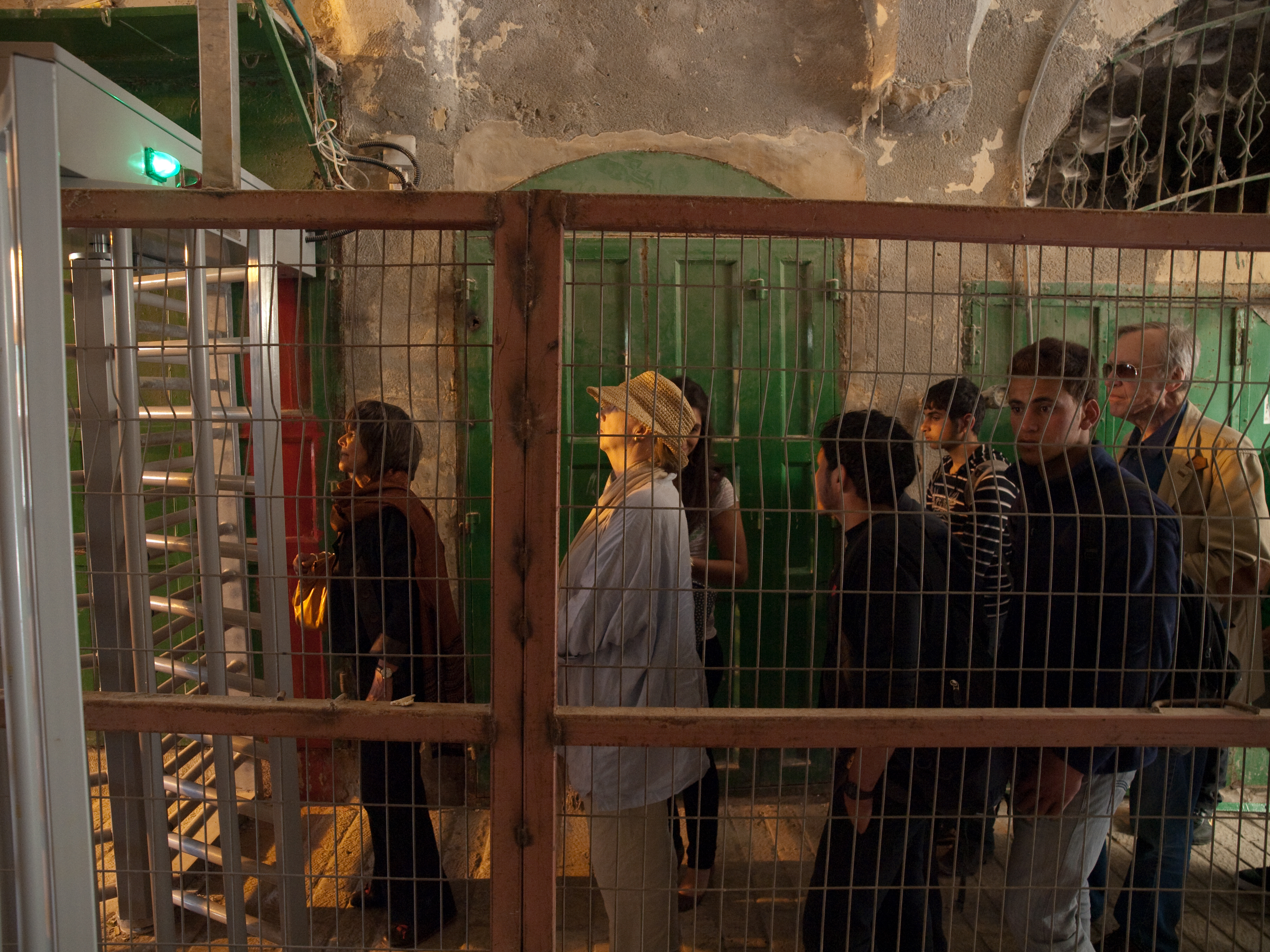
نقطة التفتيش والبوابات الحديدية التي تقيمها الشرطة الإسرائيلية عند دخول المسلمين للمسجد، أقيمت عقب أحداث مجزرة الحرم الإبراهيمي عام 1994

وقعت مدينة الخليل تحت الاحتلال الإسرائيلي يوم 8 يونيو 1967، وأصبحت المدينة تحت حُكم حاكمٍ عسكريٍّ إسرائيليّ، ومنذ ذك التاريخ، شرع المستوطنون اليهود بالاستيطان في محيط المدينة ثُمّ في داخلها، حيث يوجد حاليًا خمس مواقع استيطانية يهودية، وهي: مستوطنة تل الرميدة، والدبويا، ومدرسة أسامة بن المنقذ، وسوق الخضار، والاستراحة السياحية قرب المسجد الإبراهيمي. كما بدأت القوّات الإسرائيلية والمستوطنون في اعتداءاتهم على المسجد الإبراهيمي منذ اليوم الأول لاحتلال المدينة بهدف تحويله إلى معبد يهودي، فدخل الجنود الإسرائيليون المسجدَ ومعهم كبير الحاخامات شلومو غورين، فرفعوا العلم الإسرائيلي على مئذنته، ومنعوا المصلّين المسلمين من الدخول إليه فترةً من الزمن.
وتوالت الاعتداءات على المسجد حيثُ تشير إحصائيات بأنّ هذه الاعتداءات بلغت حوالي 1231 اعتداءً منذ بدء الاحتلال ولغاية نهاية عام 2013، وبحسب باحثين، فإنّ جميع هذه الاعتداءات كان يقوم بها المستوطنون اليهود، وأنّ كثيرًا منها كانت تجري بحماية مباشرة من الجنود، كما أنّ الاعتداءات الخطيرة والتي تتعلق بتغييرات جوهرية في وضع المسجد وتهويده، كانت تتم بقرارات الحاكم العسكري للمدينة. وقد شملت هذه الاعتداءات عشرات الأشكال، منها ما يتعلّق بشؤون العبادة: كمنع رفع الآذان والتشويش على المصلّين ومنع إقامة الصلاة وإغلاق المسجد أيامًا متتالية وتفتيش المصلين وتمزيق المصاحف. ومنها ممارسة العنف في المسجد: كالاعتداء بالضرب على سدنة الحَرَم وحراسه والمصلين، ووضع مواد كيميائية حارقة في مياه الوضوء، وإطلاق الرصاص على المصلين، والقيام بأعمال استفزازية كإدخال الكلاب وخلع البلاط وإقامة حفلات رقص، والسماح للمستوطنين بحمل السلاح داخل المسجد. ومنها عمليات التهويد: وقد بدأت برفع العلم الإسرائيلي على المسجد، ومن ثمّ إقامة الشعائر الدينية والصلوات، وإدخال كتب التوراة، والإقامة في المسجد لليالي وأيام متواصلة.
ومع استلام السلطة الوطنية الفلسطينية لمدينة الخليل عام 1995، قامت بأعمال ترميم عديدة للمسجد الإبراهيمي، فتمّ إعمار شامل لقصارة وزخارف خمس خيم من أسقف القاعة الإسحاقية، وتمّ ترميم وصيانة أسطح الرصاص فوق الإسحاقية بمساحة 400 م2، كما تمّ أعمال الطراشة في الجاولية واليوسفية، وأعمال تمديدات كهربائية للثريات القديمة.
في 21 فبراير 2010، أعلنت إسرائيل ضمّ المسجد الإبراهيمي ضمن قائمة التراث اليهودي، وأنّها ستشمل موقع المسجد في الخطة الوطنية لحماية وإعادة تأهيل مواقع التراث، ما أثار احتجاجات من الأمم المتحدة والحكومات العربية. ليصوّت اليونسكو لاحقًا في أكتوبر بأغلبية أعضائها باعتبار المسجد الإبراهيمي جزءاً أصيلاً من التراث الفلسطيني الإنساني، مطالبةً إسرائيل بشطبه من قائمة التراث اليهودي. في المقابل، رفضت إسرائيل قرارات اليونسكو، واعتبرتها مسيّسة ومُنحازة للفلسطينيين.

#### مجزرة الحرم الإبراهيمي
حَدَث في يوم الجُمعة 15 رمضان 1414 هـ والموافق 25 فبراير 1994، أن دَخَل المستوطن اليهودي باروخ جولدشتاين المسجدَ الإبراهيمي بإذن القوات الإسرائيلية التي تقوم على حراسة المسجد، وكان المسلمون يصلّون صلاة الفجر، حاملاً معه بندقية آليّة وعددًا من الذخائر المُجهّزة، فما لبث أن فَتَح النّار على المُصلّين، فقَتَل على الفور 29 فلسطينيًا، وأصاب أكثر من 150 آخرين بجروح، وقام الجنود الإسرائيليون الموجودون في الحرم بإغلاق أبواب المسجد لمنع المصلين من الهرب، كما منعوا القادمين من خارج الحرم من الوصول إلى ساحته لإنقاذ الجرحى. وقام ما بقي من المصلين من السيطرة على المستوطن وقتله.
وكردّ فعل على المجزرة، وفي نفس اليوم، اندلعت الاحتجاجات مدن فلسطين عامّة والخليل خاصّة بسبب المجزرة، وبلغ عدد القتلى الذين سقطوا نتيجة المصادمات مع الشرطة الإسرائيلية 60 شخصًا. وأدانت الحكومة الإسرائيلية المجزرة، وتم إغلاق المسجد والبلدة القديمة لستة أشهر بهدف التحقيق في المجزرة، وشَكّلت إسرائيل لجنةً لتقصّي الحقائق عُرفت باسم «لجنة شمغار»، والتي خرجت بتقريرها بعد 4 أشهر بإدانة عامّة للمجزرة واصفةً إيّاها «بالعمل الإجرامي الذي لا يُغتَفَر»، وبرّأت الحكومة والجيش.

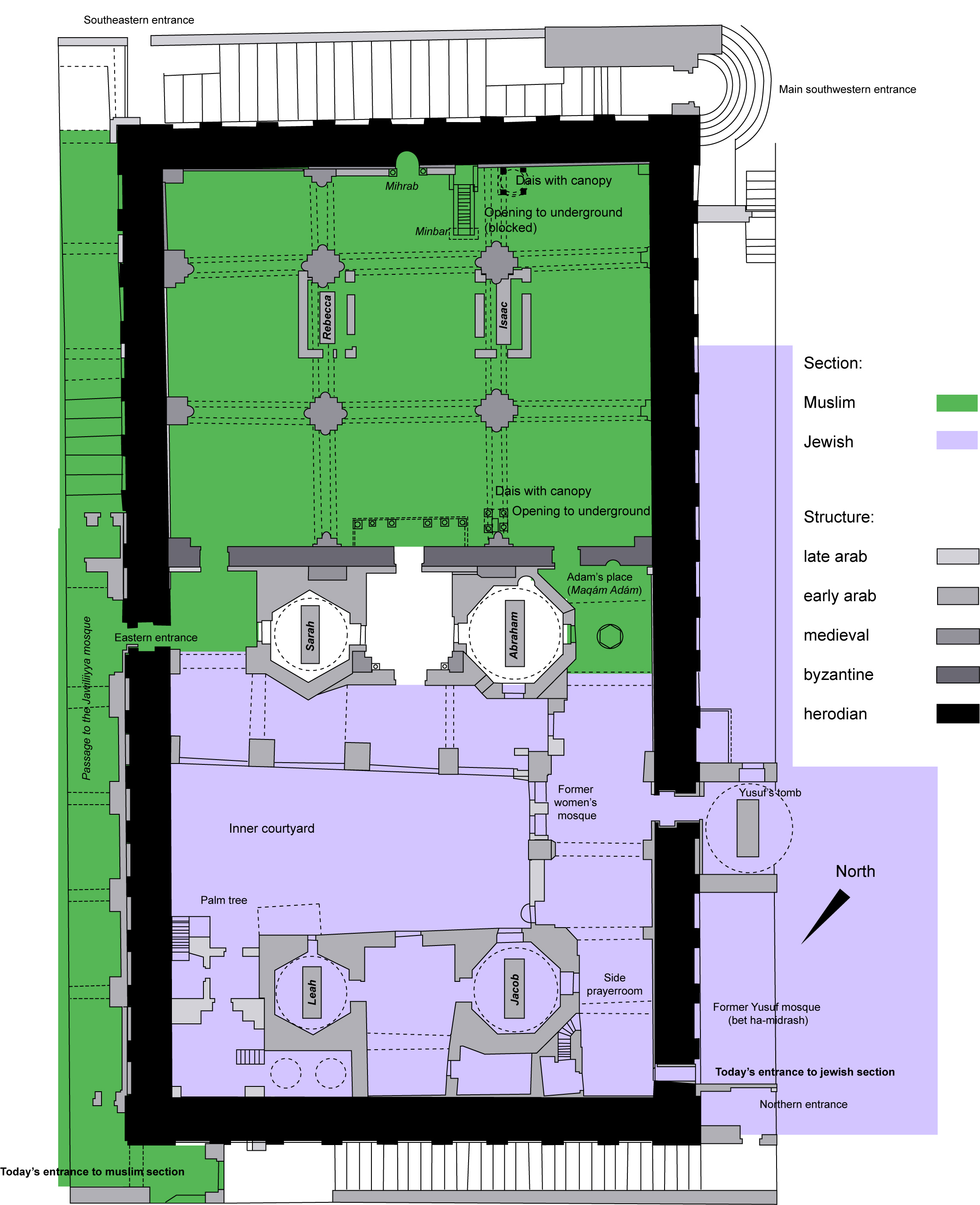
خارطة تبيّن تقسيم المسجد الإبراهيمي بين المسلمين (باللون الأخضر) واليهود (باللون الرمادي)

#### تقسيم الحرم الإبراهيمي
منذ بدأ الاحتلال، عمل اليهود على تقسيم المسجد الإبراهيمي والاستئثار بمساحات متعددة وتخصيصها لصلاة اليهود، وقد بدأ ذلك يوم 12 يناير 1972 حيثُ تم الاستيلاء على الحضرة الإبراهيمية واعتبراها كنيسًا يهوديًا حيث كان اليهود يصلّون فيها بشكل متقطع منذ عام 1969، وفي يوم 31 أكتوبر 1972 قرر الحاكم العسكري ضمّ اليعقوبية لتكونَ مكانًا للصلاة بالإضافة للإبراهيمية، كما سَقَف صحن المسجد وهو الساحة الواقعة بين الإبراهيمية واليعقوبية، ووضع أثاثًا في هذين المكانين، ورافق ذلك منع الزائرين من دخول هذه الأماكن أثناء تواجد اليهود فيها، كما قرر بالسماح لليهود باستخدام جميع أجزاء المسجد في أعياد اليهود الرسمية، وسمح لهم بدخول المسجد أيام الجُمَع من الساعة 4 - 5.
وكان لتقرير لجنة التحقيق الإسرائيلية «شمغار» الأثر الأكبر على أوضاع مدينة الخليل عامّة، وعلى أوضاع المسجد الإبراهيمي خاصّة، فقد خَرَجت لجنة «شمغار» بتوصيات عديدة عقب أحداث مذبحة الحرم الإبراهيمي تبنّتها الحكومة الإسرائيلية، كان أهمّها وأخطرها هو تقسيم الحرم الإبراهيمي بين المسلمين واليهود، وطبّقت ذلك في 29 أغسطس من العام نفسه حيث تمّ تقسيم المسجد الإبراهيمي وتحويل جزءٍ منه إلى كنيس يهودي بشكل رسميّ لأوّل مرة في تاريخه، فأصبح 60% من مساحته لليهود، وهي الحضرة اليعقوبية والإبراهيمية واليوسفية، وهو الجزء الذي يضم قبر إبراهيم وزوجته سارة وقبر يعقوب وزوجته رفقة، وقبر يوسف، إضافةً إلى صحن المسجد وهي المنطقة المكشوفة فيه. وأمّا باقي المسجد فبقي للمسلمين، وهي القاعة الإسحاقية وهو الجزء الذي يضم قبر إسحاق وزوجته ليئة، كما بقي للمسلمين مصلى الجاولية. وقاموا بفصل هذين الجزئين بحواجز وبوابات حديدية مُحكمة ووضعوا فيها ثكنات عسكرية للإشراف والمراقبة. كما سُمح لليهود باستخدام كامل المسجد 10 أيام في السنة هي أيام أعيادهم، وكذلك 10 أيام في السنة للمسلمين. كما قامت إسرائيل بتركيب بوابات حديدية ضخمة وأجهزة تفتيش وأغلقت معظم الطرق المؤدية إليه، ووضعت كاميرات مراقبة داخل المسجد لمنع حدوث أي اتصال بين المسلمين واليهود.

## الوصف

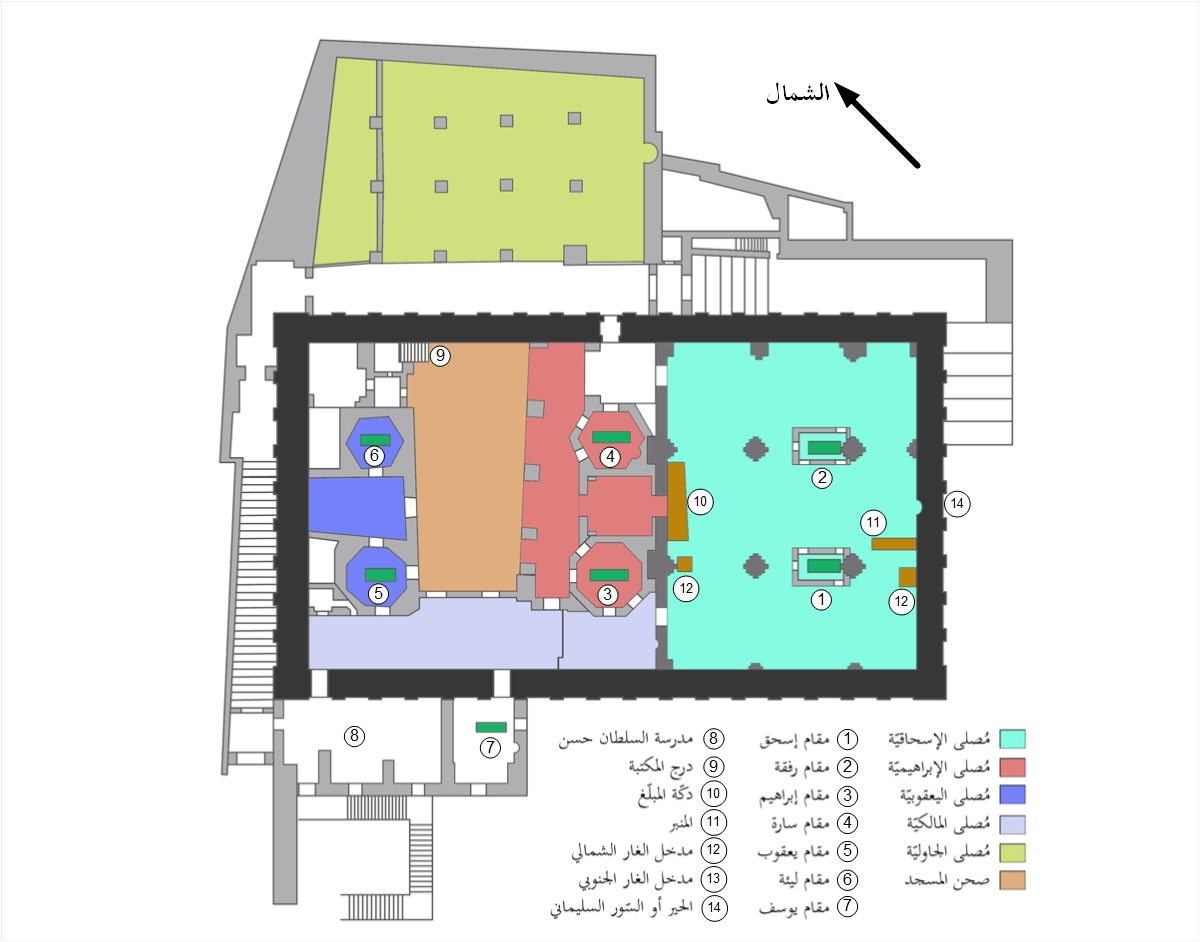
مخطط توضيحي لأجزاء الحرم الإبراهيمي

يتكون الحرم الإبراهيمي من بناء كبير مستطيل الشّكل، تبلغ مساحته حوالي 2040 مترًا مربعًا، ويحيط بالمبنى من الخارج جدران ضخمة بُنيت من حجارة مصقولة كبيرة، ويضم المبنى مئذنتين وله أكثر من مدخل، أشهرها المدخل الشمالي. ويضم داخل المبنى مسجدًا جامعًا وصحنًا مكشوفًا وأروقة وغرفًا وممرات وقبابًا وقبوًا أرضيا يُعرف باسم «الغار»، بالإضافة إلى مجموعة من القبور تخص النبيين إبراهيم ويعقوب وإسحق وزوجاتهم، كذا يوسف.

### الحير أو السّور السليماني
يحيط بالمسجد سورٌ عظيم يُسمّى بالحير أو السُّور السليماني، ويعود للعهد الروماني كما سبق بيانه، وهو مستطيل الشكل، بِطول 53,7م وعرض 29م من الداخل، وسُمك جدرانه 2,65م، تقف على ارتفاع 9,5م من أرضيته الداخلية، وعلى ارتفاعات متعددة من الخارج تصل إلى 16م من سطح الأرض من الجهة الجنوبية الغربية جهة باب القلعة. والسُّور مبني من كُتَل حجرية ضخمة مصقولة على هيئة مداميك يبلغ عددها 15 مدماكًا من أعلى الأماكن، وهذه الحجارة يزيد طول بعضها على 7م، ويقرب ارتفاعها من 1.5م، وبها من الخارج صفوف وأكتاف يتوجها كورنيش، وفي العصر الإسلامي، زِيد ارتفاع هذه المداميك نحو 3 أمتار بما فيها شرفات التحصينات. والسُّور بُني بلا سقف، وجُعلت له قناة لتصريف مياه الأمطار، والموجودة على طول الجدار الجنوبي الغربي وتُخرج المياه من فَتحة تصريف في الجدار.

### مُصلّى الإسحاقيّة

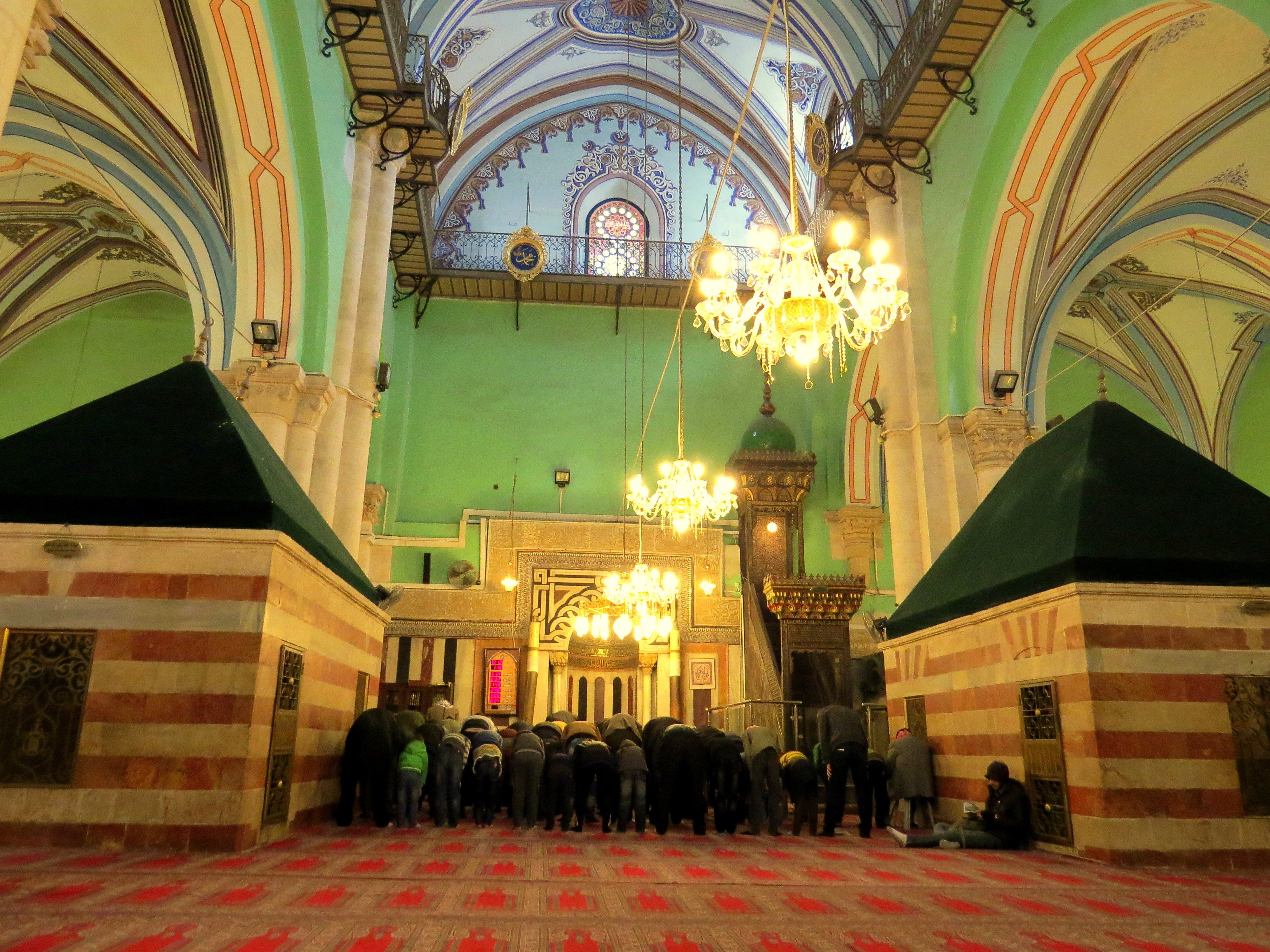
المًصلّى الإسحاقي من الداخل، ويظهر فيه حجرتي إسحق (على اليمين) وزوجته رفقة واللتان تضمان قبورًا رمزيةً لهما

ويُسمّى أيضًا «القاعة الإسحاقيّة»، وهو المُصلّى الرئيسي في المسجد، ويقع في النصف الجنوبي للمسجد، وهو بطول 21,5م وعرض 29م، ويتكون من ثلاثة أروقة، أوسطها أعلاها وأكبرها بارتفاع 15,8م وطول 21,5م وعرض 13,4م، والرواق الغربي بارتفاع 9,83م وطول 21,5م وعرض 4,5م، والرواق الشرقي بارتفاع 10,03م وطول 21,5م وعرض 7,5م، وتقوم عقود الأروقة على أربع دعامات ضخمة. وهذا تخطيط كنيسة في الأصل أقامها الصليبيون بعد تدميرهم للمسجد عام 1099. وعندما استرد صلاح الدين الأيوبي مدينة الخليل عام 1187، حوّل مبنى الكنيسة إلى مسجد ولم يُحدث أي تغيير جوهري. وللمُصلى ثلاثة أبواب في الجهة الشمالية تطل على المُصليات الأخرى، منها باب يؤدي إلى الباب الموجود في الجهة الشمالية الشرقية في الحير وهو يؤدي إلى ممر يتصل بمُصلى الجاولية والموصل إلى مدخلي المسجد الشمالي والجنوبي، وبابٌ آخر في وسط الجدار الشمالي للمُصلى يؤدي إلى مُصلى الإبراهيميّة، وبابٌ آخر بجانبه يؤدي إلى مُصلى المالكيّة.

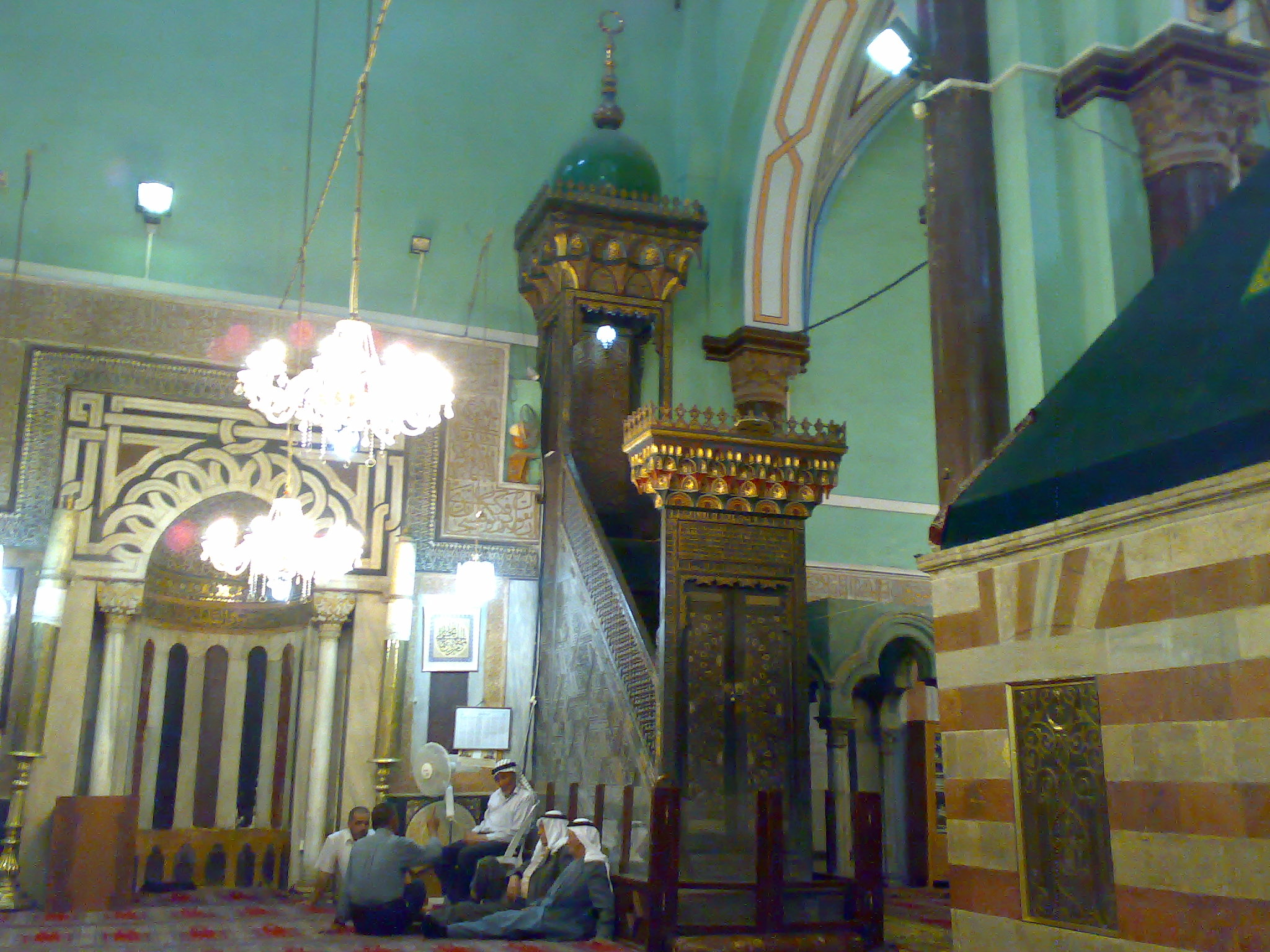
منبر صلاح الدين الأيوبي والمحراب في مُصلى الإسحاقية

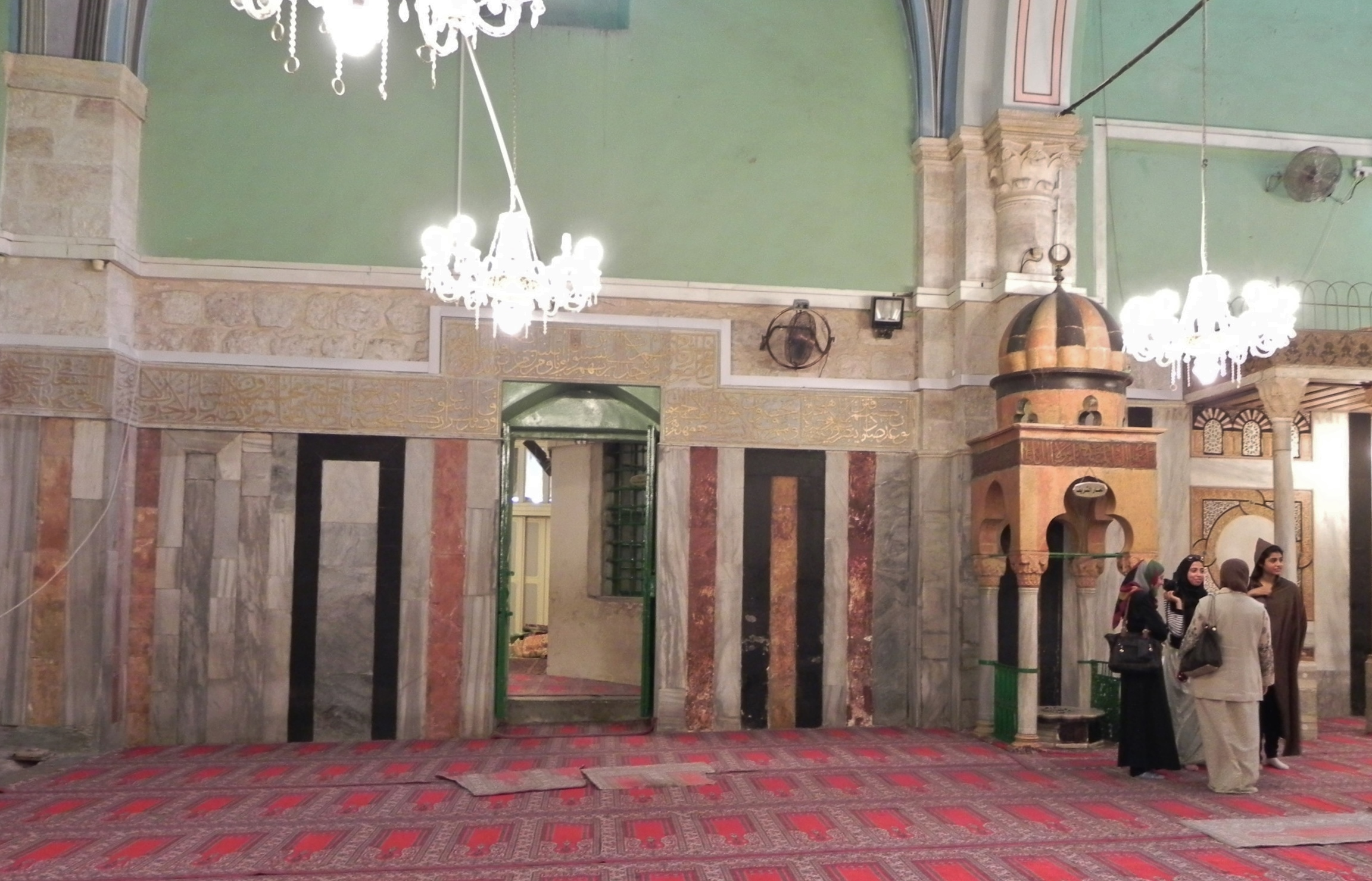
فتحة الغار في الجهة الشمالية لمُصلى الإسحاقية، وبجانبه دكّة المبلّغ، وعلى يساره باب يؤدّي إلى مُصلّى المالكية، فيه شبّاك مقام إبراهيم

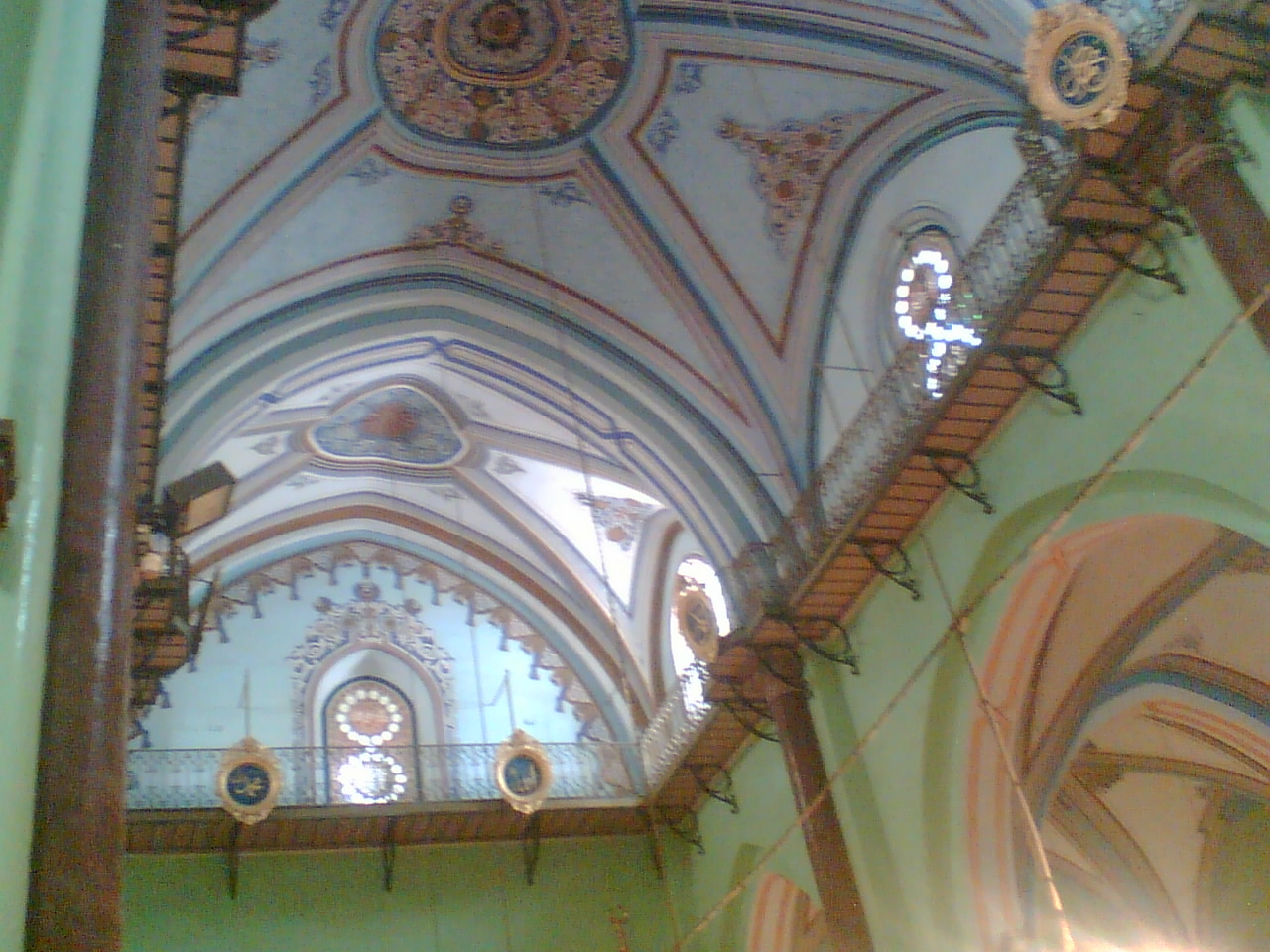
سقف الرواق الأوسط لمُصلّى الإسحاقية، ويظهر فيه الزخارف الملونة

يتوسط الجهة الجنوبية للمُصلى محراب مرخّم له قُبّة مزخرفة بالفسيفساء المُذهّبة، وعلى جانبيه عمودان من رخام، ويعود تاريخه إلى عهد صلاح الدين الأيوبي، وعلى يمين المحراب يوجد المنبر، ويُعدّ هذا المنبر والموجود اليوم أقدم منبر إسلامي، وممّا يُميّزه أنّه مصنوع من خشب الأبانوس المُطعّم، ولا يوجد به أي مسمار حيث رُكّب بطريقة التعشيق. ويتألف المنبر من مدخل مستطيل الشكل يقوم على دعائم خشبية تمثّل إطار الباب، ويعلوه لوحة خشبية مكتوبٌ عليها تاريخ صنعه بخط كوفي مُذهّب. والمنبر له درج يتكون من تسع درجات، يحفّها دربزينان خشبيان، وبآخر الدرج توجد المنصة والتي تتألف من مقصورة محمولة على أربعة دعائم خشبية. ويعود تاريخ المنبر إلى عهد الدولة الفاطمية، حيث أمر ببنائه قائد الجيوش الفاطمية بدر الدين الجمالي عام 1091 في مصر في عهد الخليفة المستنصر بالله الفاطمي، ثمّ تمّ نقله إلى عسقلان ليُوضع في مشهد عسقلان، حيث يعتقدون أن رأس الحسين بن علي مدفُون هناك، ولمّا هدم صلاح الدين عسقلان عام 1187، جاء بالمنبر ووضعه في المسجد الإبراهيمي.
يكسو جدران المصلى رخام ملوّن، وهو من الأعمال التي قام بها الأمير سيف الدين تنكز في عهد الناصر محمد بن قلاوون عام 1332، وعلى الجدار أيضًا آيات من سورة يس تبدأ من فوق المحراب وهي على ارتفاع 2,5م من أرضية المسجد وبطول 100م وعرض 0,5م، كُتبت بخط الثلث من قبل الخطاط إبراهيم السلفيتي عام 1895. وتتدلّى من الأروقة شرفة ذات سياج معدني محمولة على قضبان من حديد كُتب على لافتات معلّقة بها أسماء: الله، ومحمد، وأبو بكر، وعمر، وعثمان، والحسن والحسين. وللمُصلى نوافذ في الجانب العلوي له، وهي عبارة عن نوافذ من الجبس الملبس بالزجاج الملون. أمّا أرضية المُصلّى، وكذا أرضية المسجد كاملة، فهي مفروشة من البلاط كبير الحجم والمنسوب للنبي سليمان. أمّا أسقف المُصلّى فهي عبارة عن عقود متقاطعة محمولة على أقواس تستند إلى الدعامات والجدران. وبالقرب من الجدار الشمالي، في الرواق الأوسط للمُصلى يوجد فتحة بئر الغار (المغارة) والتي تعلوها قُبّة محمولة على أربعة أعمدة، وبالقرب منها دكّة المُبلّغ (أو السّدّة) التي بناها الأمير سيف الدين تنكز عام 1331 بأمر السلطان الناصر محمد بن قلاوون، وهي مقصورة تقوم على ستة أعمدة رخامية ولها حاجز وسلّم حديدي حلزوني الشكل. وفي الجهة الجنوبية في الرواق الغربي يقع قبّة درج الغار الخضراء وهي ترتفع على أربعة أعمدة رخامية. وفي الرواق الشرقي يوجد نقش مكتوب باللغة اليونانية نصّه: «أيّها القديس إبراهيم، لتُسعف خادمك نيلون المريمي الخطّاء العابد كل يوم، وامنحه هو وصحبه أومافيس وثوماسيان وفلافلا وآوفاستين إيان».
وفي وسط المُصلّى، وتحديدًا بين دعامات الرواق الأوسط بالقرب من المحراب يوجد حجرتين متقابلتين سقفهما على شكل جملون، أحدهما إلى الغرب وبداخله قبر رمزي للنبي إسحق، وهو بطول 5,15م وعرض 3,2م وبارتفاع 2,45م، وله ثلاث نوافذ وباب واحد. والحجرة الأخرى بداخلها قبر رمزي لرفقة زوجة النبي إسحق، وهو بطول 5م وعرض 3,27م وبارتفاع 2,45م، وله نافذتان وباب واحد. وقد بُنيت هذه الحجرتين في عهد السلطان الناصر محمد بن قلاوون. وهذه القبور الرمزيّة مبنيّة على شكل غُرَف لها أبواب يمكن فتحها، ولها شبابيك من جميع الجهات تسمح للزوّار بإلقاء التحيّة، وفي وسطها قبورٌ مغطاة بقماش أخضر اللون مزخرف جرت العادة على تجديدها سنويًا من قبل السلاطين والحُكّام، ويكون سقفها على شكل جملون أو قبة.

### مُصلّى الإبراهيميّة

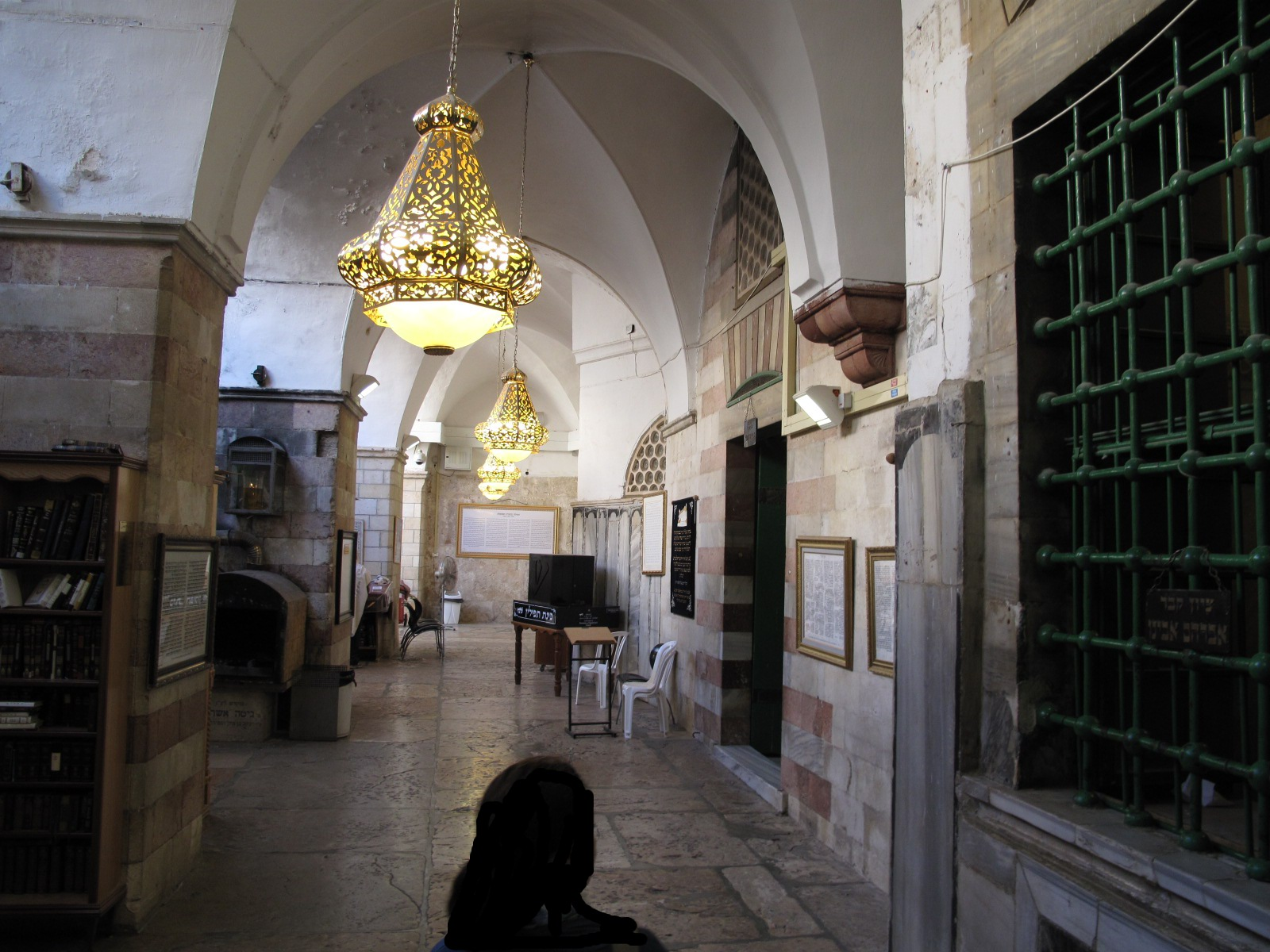
الرواق الإبراهيمي ويظهر على اليمين مقام إبراهيم وبعده باب الردهة التي بين مقامي إبراهيم وسارة

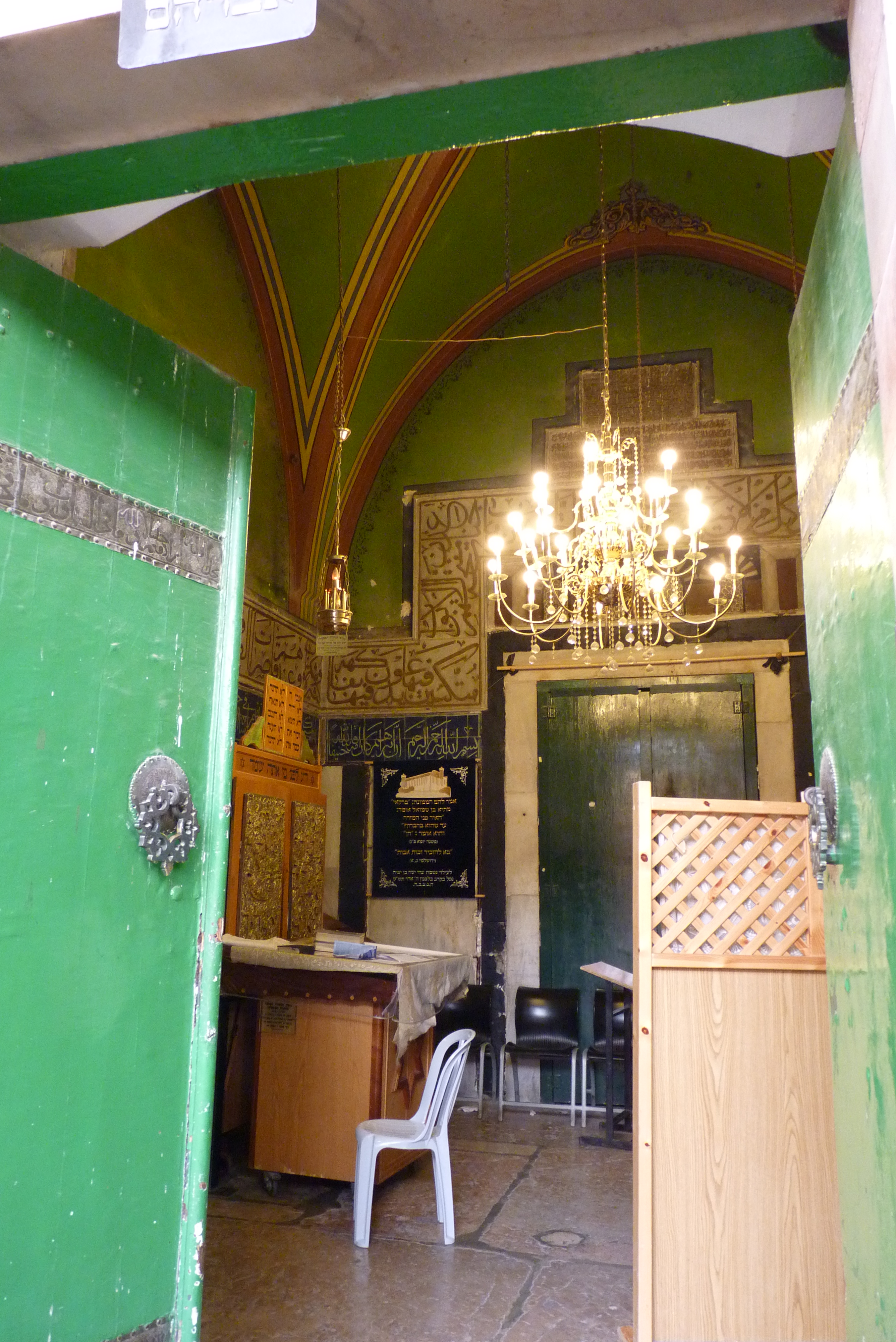
الردهة بين مقامي إبراهيم وسارة في مُصلّى الإبراهيمية

يُنسب إلى النبي إبراهيم، ويُسمّى أيضًا «الحضرة الإبراهيمية»، ويقع في وسط المسجد، حيث يشمل هذا المُصلّى على حجرتين تضمان قبور رمزية للنبي إبراهيم وزوجته سارة، والحجرتان متقابلتان بينهما ردهة مستطيلة الشكل ذات سقف معقود، لها باب يفصلها عن مُصلّى الإسحاقية يعلوه نقش أثري يشير إلى وقف أراضي دورا وكفر بريك على مصالح المسجد، وللردهة جدران مؤزرة بالرخام الذي يعلوه طراز رخامي مُطعّم بالصدف. ويتصل بالردهة والقبتين إلى جهة الشمال الرواق الإبراهيمي، وهو عبارة عن رواق ذي سقف معقود يفصله عن صحن المسجد دعامات وعقود حجرية، ويوجد فيه ثلاث دعامات؛ اثنتان متساويتان والثالثة أصغر منهما. وتعلو حجرة النبي إبراهيم قُبّة مثمّنة الشكل، مبنية من الحجر، جدرانها الداخلة مؤزرة بالرخام، ويعلوها طراز كُتب عليه آيات من سورة البقرة وسورة النحل وسورة الإسراء، ويتوسّط القُبّة تركيبة خشبية رمزية للمقام، والقُبّة مكسوّة بالستائر، وفيها نافذة تُطل على صحن المسجد، ونافذتان أخرتان تُطلان على مُصلى المالكية. كما تعلو حجرة سارة قُبّة شبيهة بقُبّة إبراهيم إلا أنّها سداسية، وبها نافذة تُطل على المدخل الرئيسي للمسجد والموجود في الجهة الشمالية الشرقية. ويقع في آخر الردهة مسقاة مُخصصة لسقاية المُصلّين داخل المسجد، ويظهر من لوحة نقش عليها أنّ بانيها شخصص يُدعى عثمان وذلك في عام 1759.

### مُصلّى اليعقوبيّة

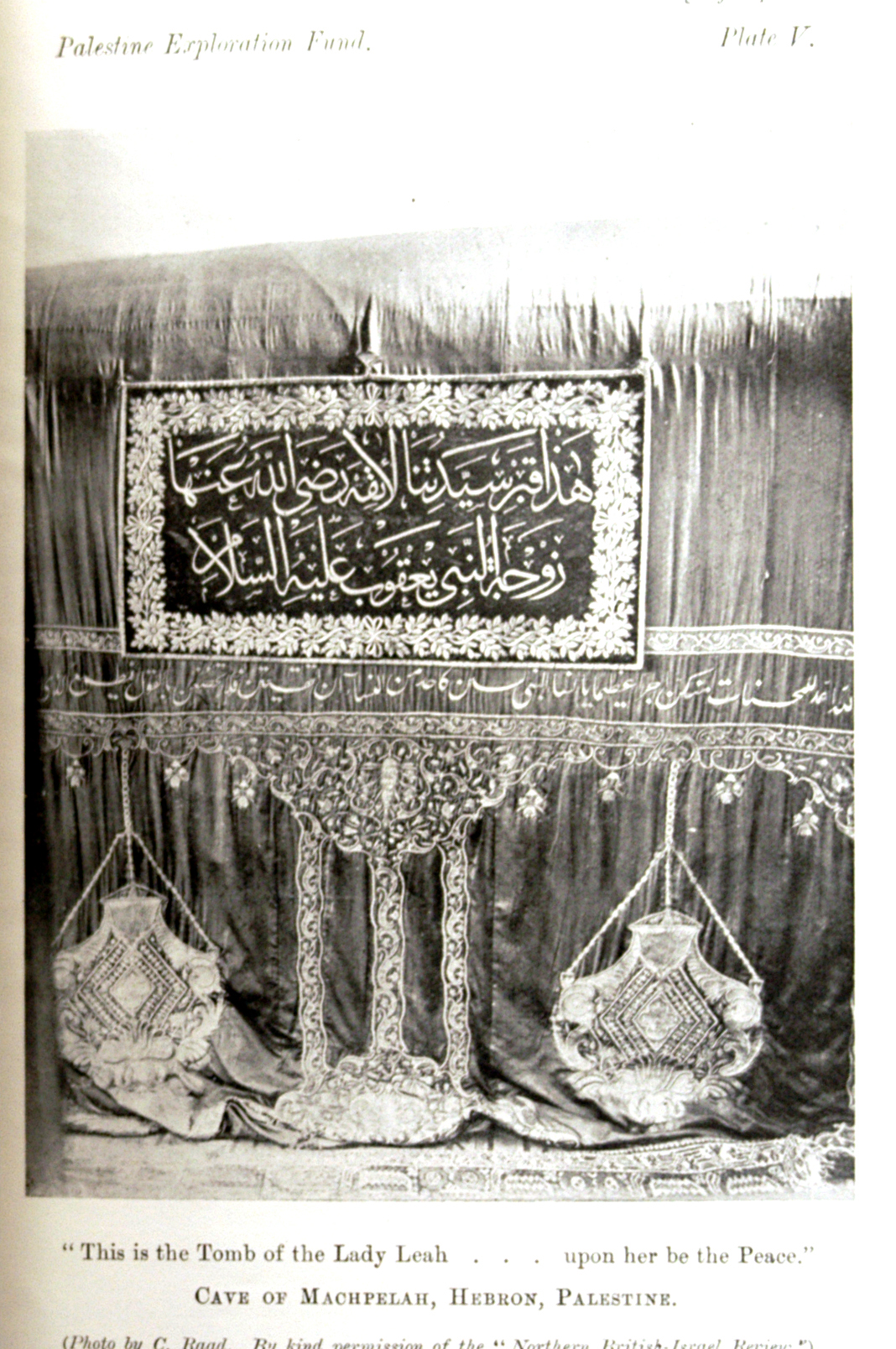
قبر ليئة زوجة يعقوب كما يظهر عام 1912

يُنسّب إلى النبي يعقوب، ويُسمّى أيضًا «الحضرة اليعقوبيّة»، ويقع في الجهة الشماليّة من المسجد، حيث يشمل هذا المُصلّى على حجرتين فيهما قبور رمزية للنبي يعقوب وزوجته ليئة، والحجرتان متقابلتان بينهما ردهة مستطيلة الشكل ذات سقف معقود، فيها بابان يؤديان للمقامين. وتعلو حجرة النبي يعقوب قُبّة مثمّنة الشكل، جدرانها مزّرة بالرخام الأبيض والملوّن، يعلوها إزار كُتب علية آيات قرآنية من سورة البقرة، وللقُبّة نافذتان، إحداهما تطل على مُصلّى اليعقوبية، والثانية تُطلّ على صحن المسجد. كما تعلو حجرة ليئة قُبّة شبيهة بقُبّة يعقوب إلا أنّها سداسية. ويُمكن الوصول إلى المُصلى من صحن المسجد وهو المنطقة المكشوفة فيه. وعلى امتداد مُصلّى اليعقوبيّة تقع غُرفة رئيس سدنة المسجد، حيث يدير أعمال الموظفين العاملين في المسجد. كما تقع فوق غرفة رئيس السدنة المكتبة الإبراهيمية، ويصعد إليها بدرج بسيط من حجر وهي تضمّ كُتُبًا دينيًة ومصاحف ومخطوطات إسلاميّة، وقد تم تأسيس هذه المكتبة في العهد الأيوبي.

### مُصلّى المالكيّة
ويقع في الزاوية الشمالية الغربية للمسجد، ويتألف من رواق مستطيل الشكل في صدره محراب مزخرف ببلاط قيشاني يعود للقرن السابع عشر، عمّره الأمير شهاب الدين أحمد اليغموري ما بين عامي 1382 - 1388، وله خمسة أبواب، هي: الباب الموصل إلى صحن المسجد، وباب بينه وبين مُصلى الإسحاقية، وباب كان يؤدّي إلى القلعة ومدرسة السلطان حسن، وباب آخر يؤدّي إلى غرفة الأذان والمأذنة، وباب في وسطه يؤدي إلى مقام يوسف. كما يُوجد فيه أثر لقدم تُنسب للنبي محمد والتي تُوضع فيها العطور تبركًا.

### مُصلّى الجاوليّة

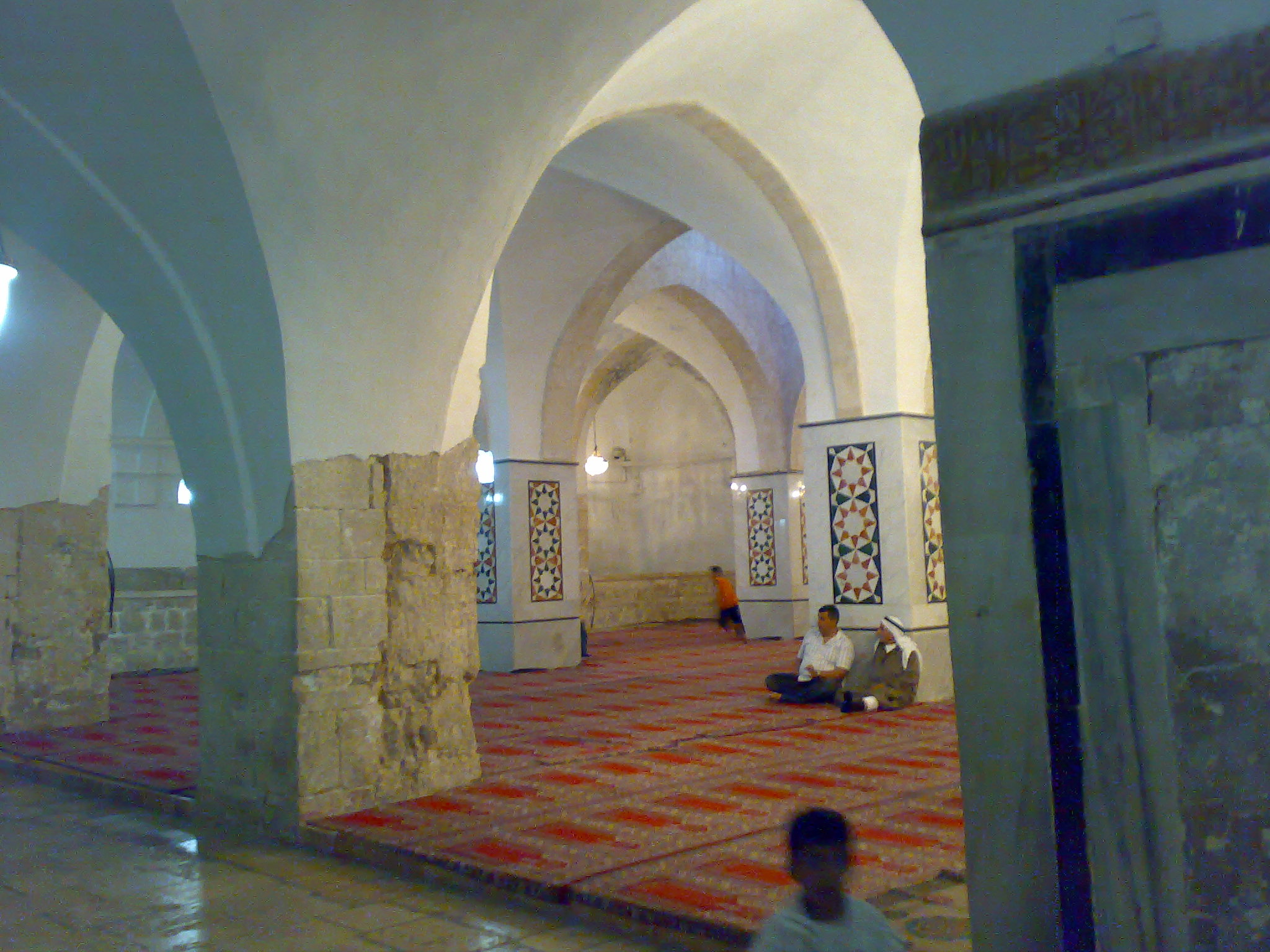
مُصلّى الجاولية

يُنسَب إلى الأمير علم الدين سنجر الجاولي ناظر الحرمين الشريفين، الذي أمر ببناءه من ماله الخاص عام 1312 وتم الانتهاء منه عام 1320 في عهد السلطان المملوكي الناصر محمد بن قلاوون، وهو ويقع على الجهة الشرقية خارج الحير، ولا يمكن مشاهدة جدرانه من الخارج، فجداره الغربي هو نفس الجدار الشرقي للحير، وجداره الشرقي مقطوع في الصخر ولا يمكن مشاهدته من الخارج. وكذلك الأمر بالنسبة للجدارين الشمالي والجنوبي. ويُعتبر هذا المًصلّى من العجائب حيث قُطع في جبل، ويُقال إِنَّه كان مقبرة يهود على هذا الجبل فقطعه الجاولي وجوّفه وبنى السّقف عليه القبَّة، ويتكون المسجد من ثلاثة أروقة معقودة بعقود متقاطعة محمولة على 12 دعامة حجرية ضخمة. ويتوسط المسجد قبة حجرية رشيقة، فيها سلسلة من النوافذ. ويقع في جهة القبلة محراب منحوت في الصخر غُطّي برخام ملون وزوِّد بطاقية مزخرفة برخام ملون أيضاً. والمسجد يرتفع على شكل مصطبة عن الممر المؤدي إلى المسجد الإبراهيمي، وذلك لأنه قطع في الصخر خاصة من الجهة الشرقية. ورُفع الجزء الشمالي من المسجد قليلاً عن أرضية المسجد، وذلك بغرض فصل الجزء المخصص للنساء عن باقي المسجد.

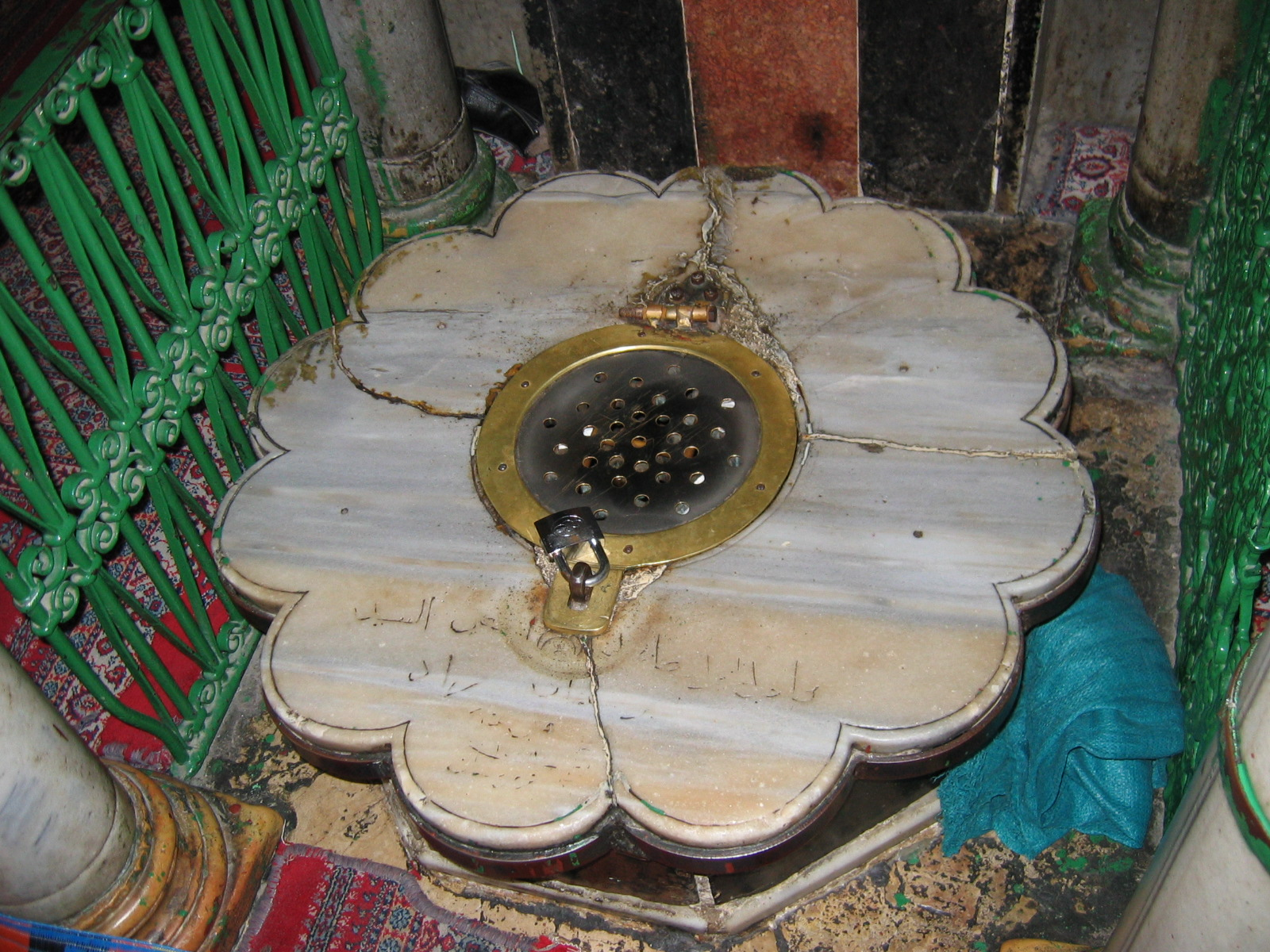
فتحة المغارة وتُسمّى "بئر الغار الشريف" وهي موجودة في الجهة الشمالية لمُصلى الإسحاقية، يظهر فيها ثقوب لدخول الهواء للسُرُج الموجودة في الأسفل

### الغار الشريف

مُخطط للغار الموجود أسفل المسجد

سبق بيان أنّ المسجد الإبراهيمي بُني في الأساس فوق «مغارة المكفيلة» والمدفون فيها كل من إبراهيم وإسحق ويعقوب وزوجاتهم. وللمغارة (أو الغار) حاليًا ثلاثة مداخل، أحدها يقع في الحير خارجًا في الجهة الجنوبية الغربية للمسجد قرب مقام يوسف، وهو مُغلق بالكامل، ويقيم اليهود عنده صلواتهم ويلقون بأدعيتهم عنده. ويقع المدخلان الآخران في مُصلّى الإسحاقية، أحدهما يقع في الجهة الشمالية للمُصلى مقابل المحراب والمنبر، وله فتحة مُغلقة حاليًا برخامة خُرقت من وسطها وغُطّت بغطاء نحاسي صغير ليسمح لدخول الهواء للقناديل، وهذه الفتحة تنتهي إلى غرفة أسفل منها على بعد 1,5م، والغرفة بطول 3م وعرض 3م وارتفاع 5م، ويغطي أرضيتها بلاط حجري، وجدرانها مطلية بالجير الأبيض، وفي أعلى السقف قناديل مُعلقة، وفي الجهة الجنوبية للغرفة يوجد محراب مملوكي مزخرف تعلوه لوحة مكتوب عليها آية الكرسي، حطمها اليهود عام 1981. والمدخل الآخر يقع على يمين المنبر فوقه قبة خضراء صغيرة تحملها أربعة أعمدة رخامية، وله فتحة مُغلقة بالكامل، وهذه الفتحة تنتهي إلى 15 درجة تُوصل إلى سرداب منتظم أبعاده 0,7م في 0,8م و20م طولاً، ويتصل هذه السرداب ببئر الغار في الجهة الشمالية لمُصلّى الإسحاقية، وفي السرداب فرزتان سُدتا بالإسمنت المسلّح.

ميشال تدخل إلى المغارة بإشراف موشيه دايان، بعد عام 1967

في عام 1490 تمّ إغلاق جميع مداخل الغار، ولم يُسمح لأحد من الأحياء من اليهود والمسيحيين من دخوله حتى أواخر عام 1800، حيثُ سُمح لعدد قليل من الأوروبيين البارزين من دخوله. وفي عهد الصليبيين (1099 - 1187)، بعدما تمّ اكتشاف الغار عام 1119، كان يُسمح للحجاج وغيرهم بزيارتها، وقد دخلها الرحالة بنيامين التطيلي عام 1163 وكَتب: «إذا أتى يهودي وأعطي حارس المغارة نقودًا إضافية، يفتح أمامه بابًا حديديًا يرجع إلى عصور آبائنا الذين يرقدون في سلام ويمسك الزائر بشمعة مشتعلة في يده، وينزل إلى المغارة الأولى الفارغة، ومنها إلى مغارة ثانية فارغة أيضاً، وأخيرًا يصل إلى مغارة ثالثة تحتوي على ستة قبور، هي قبور إبراهيم وإسحق، وسارة ورفقة وليئة، كل قبر في مقابل القبر الآخر. وتتقد شمعة في المغارة وعلى القبر بصفة مستمرة ليلاً ونهارًا». ومع استرداد صلاح الدين الأيوبي للمنطقة، أعاد إغلاق جميع المداخل للغار، وبقيت كذلك حتى يومنا هذا. يُذكر أنّه بعد عام 1967 أراد عالم الآثار والعسكري موشيه دايان اكتشاف ما في داخل المغارة، فقام باستئجار فتاة تبلغ 12 عامًا، واسمها ميشال، فنزلت من مدخل المغارة الموجود في شمال مُصلى الإسحاقية، وتجوّلت في الغرفة أسفل الفتحة، وفي السرداب، وقامت بتصوير بعض أجزاء المغارة بواسطة كاميرا كانت بحوزتها.

### معالم أخرى

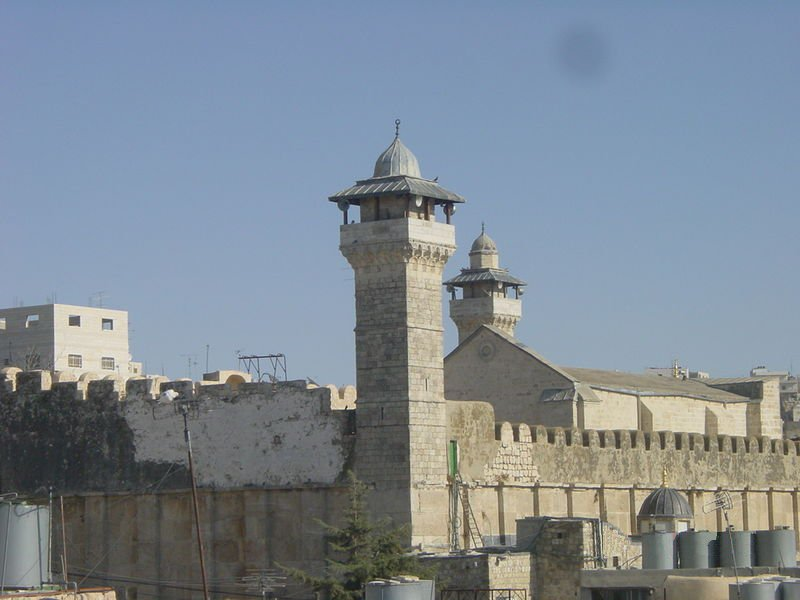
الجزء العلوي للمسجد، وتظهر فيه المأذنتان، وسقف الرواق الأوسط لمُصلّى الإسحاقية، والزيادة التي أحدثها المسلمون على السور السليماني

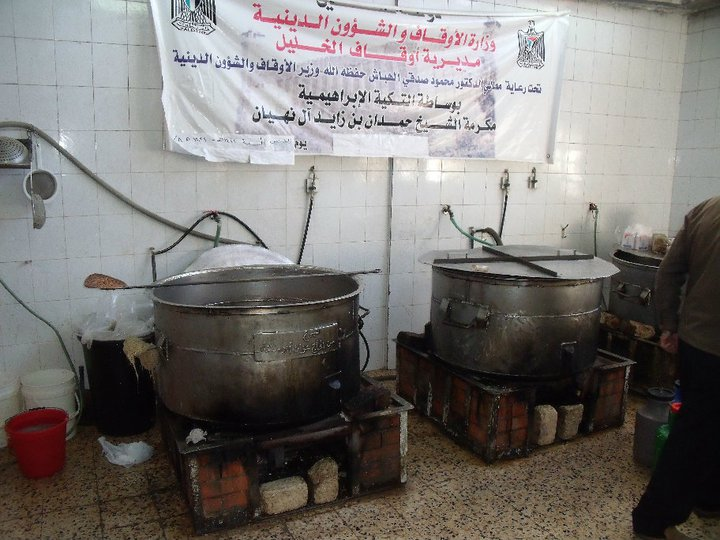
إعداد الطعام في التكية الإبراهيمية في المبنى الجديد بجانب المسجد الإبراهيمي

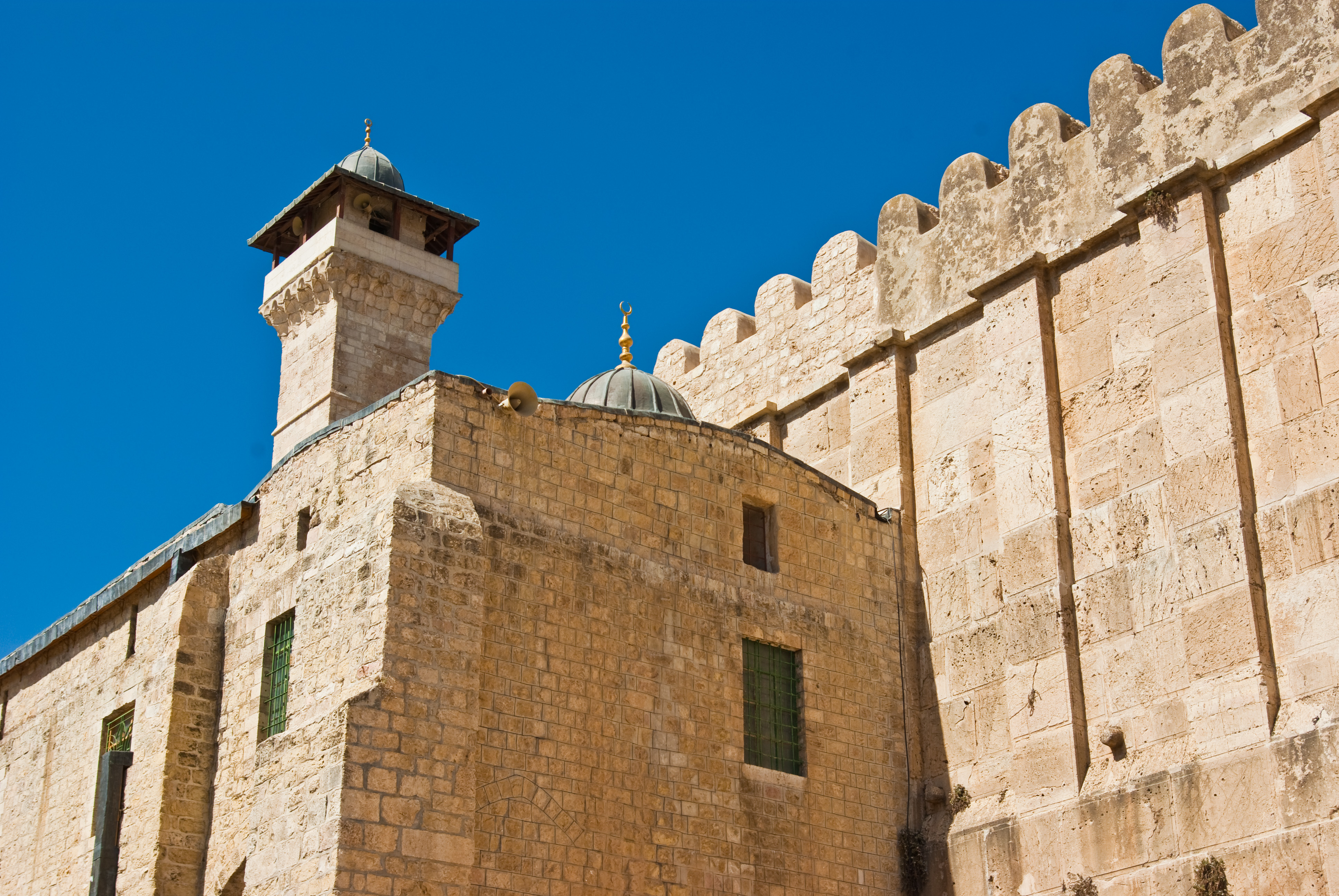
مقام يوسف كما يظهر من الخارج

وأمّا الأبواب، فيوجد للمسجد ثلاثة أبواب: الباب الجنوبي، ويقع في الجهة الجنوبية الشرقية للمسجد، يسلكه المصلّي مارًا بقنطرة ويصعد درجًا للدخول إلى المسجد، وهو مُغلق حاليًا. والباب الشمالي، ويقع في الجهة الشمالية الغربية للمسجد، ويُتوصل إليه بإحدى وثلاثين درجة، وعلى يمين الداخل يقع مقام يوسف. والباب الغربي، ويقع في الجهة الغربية للمسجد، ويُتوصل إليه بالدرج الأبيض ثم تأتي مدرسة السلطان حسن، ثم مصلى المالكية، ثم مقام يوسف. أمّا عن مآذن المسجد، فيُوجد للمسجد مئذنتان: إحداهما تقع في الجهة الشمالية الغربية، والثانية في الجهة الجنوبية الشرقية، يبلغ طول كلّ منهما 15 مترًا من سطح المسجد، وتعودان إلى العهد المملوكي.
وللمسجد مصدران للمياه هما عبارة عن عينان من الماء، إحداهما تُسمّى «عين الطواشي» وتقع عند المدخل الشمالي، وقفها الأمير بكتمر الجوكندار عام 1397، وقد جدّدها الأمير حسن بن أيوب نائب السلطنة المملوكية عام 1455 في زمن الأشرف إينال وفقًا لنقش تذكاريّ. والعين الأخرى تُسمّى «العين الحمراء» وتقع عند المدخل الجنوبي، وتصبّ في حوض خاصّ من الحجر وقد أُنشيء حولها رواق مزخرف، وقد جُدد بناؤه عام 1457 وفقًا لنقش حجري رخامي عنده.
وفي خارج سور المسجد من جهة الغرب يقع مقام يوسف، وهو عبارة عن مبنى متصل بسور المسجد على شكل مستطيل، فيه مقام يُنسب للنبي يوسف، والمقام مُغطى بستائر حريرية. وفي هذا المقام صندوق خشبيّ، فيه جميع وثائق وكتب أوقاف المسجد الإبراهيمي، وهو مُغلق للناس لا يُفتح إلا بحضور لجنة من الأوقاف الإسلامية والعائلات التي كانت تقوم على سدانة المسجد. وبجانبه تقع مدرسة السلطان حسن والتي تبقت منها قاعة مستطيلة الشكل، والتي وقفها السلطان الناصر أبو المحاسن حسن ما بين عام 1348 و1351.
وفي الجهة الجنوبية لمُصلى الجاولية، كان هناك المكان الأوّلي للتكية الإبراهيمية وذلك في عهد الأيوبيين، وقد عُرفت باسم «الدشيشة» أو «الطبلخانة» حيث كان يُدق الطبل لتوزيع الحساء على الوافدين وأهل المدينة، وفي عهد الفاطميين، تم بناء مبنى للتكية بجوار المسجد وتكونت آنذاك من مطبخ ومستودعات للحبوب والمواد الغذائية وفرن ومدرس، وقد رُصدت الأموال والمخصصات السنوية اللازمة لاستكمال عمل التكية، وفي عام 1964 تم إزالة المبنى ضمن مشروع إزالة المباني حول المسجد الإبراهيمي، وتم نقله إلى مكان مؤقت بجانب بركة السلطان في المدينة، ثمّ تمّ إنشاء مبنى جديد في الجهة الشمالية الغربية للمسجد عام 1983، وابتدأ العمل فيه عام 1984، وتم تجهيز المكان بكل ما يلزم، ويتم الطبخ بواسطة الغاز ويشرف عليها أربعة موظفين، ويطعم يوميًا بحدود 100كغم من القمح.
وفي الناحية الجنوبيّة الغربية خارج سور المسجد، يقع برج القلعة وهو ما بقي من القلعة التي بناها الصليبيون والتي عُرفت باسم «قلعة القديس أبراهام»، وقد بقيت آثارها حتى عهد الدولة الأردنية في عام 1960، حيث جرى إزالة غالبية أجزاء القلعة مع الإبقاء على بعض آثارها وبخاصة البرج الذي أُعيد تركيبه على بعد عدة أمتار من مكانه الأصلي. وبمحاذاته يقع بقايا رباط قلاوون (البيمارستان المنصوري) الذي أنشأه عام 1281، وقد بتجديد بنائه صلاح الدين الأيوبي بعد عام 1187.

## مكانة المسجد

### عند المسلمين

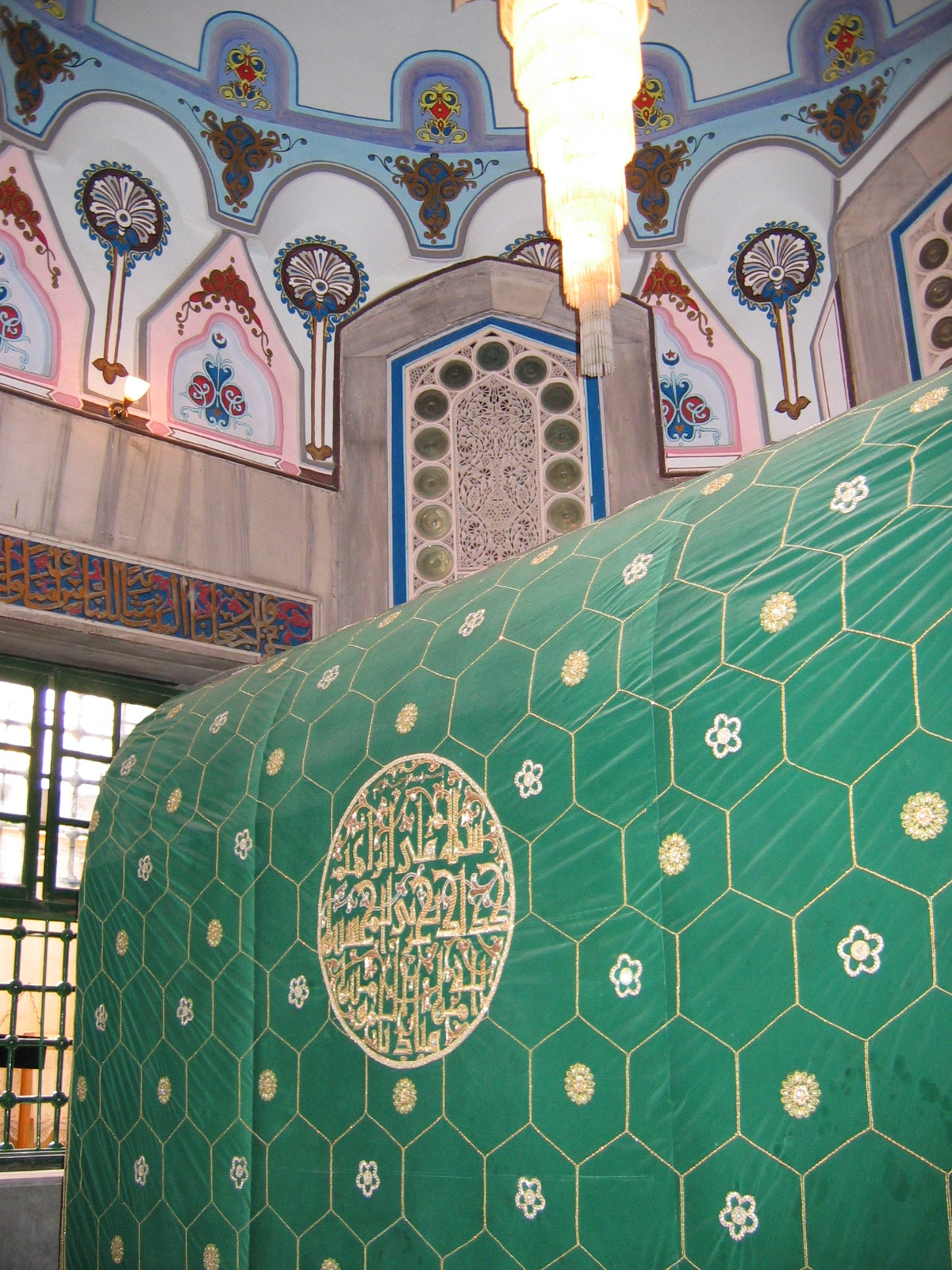
مقام النبي إبراهيم والمُسمّى بخليل الله وأبي الأنبياء، والمقدّس عند كل الديانات السماوية الإسلام واليهودية والمسيحية

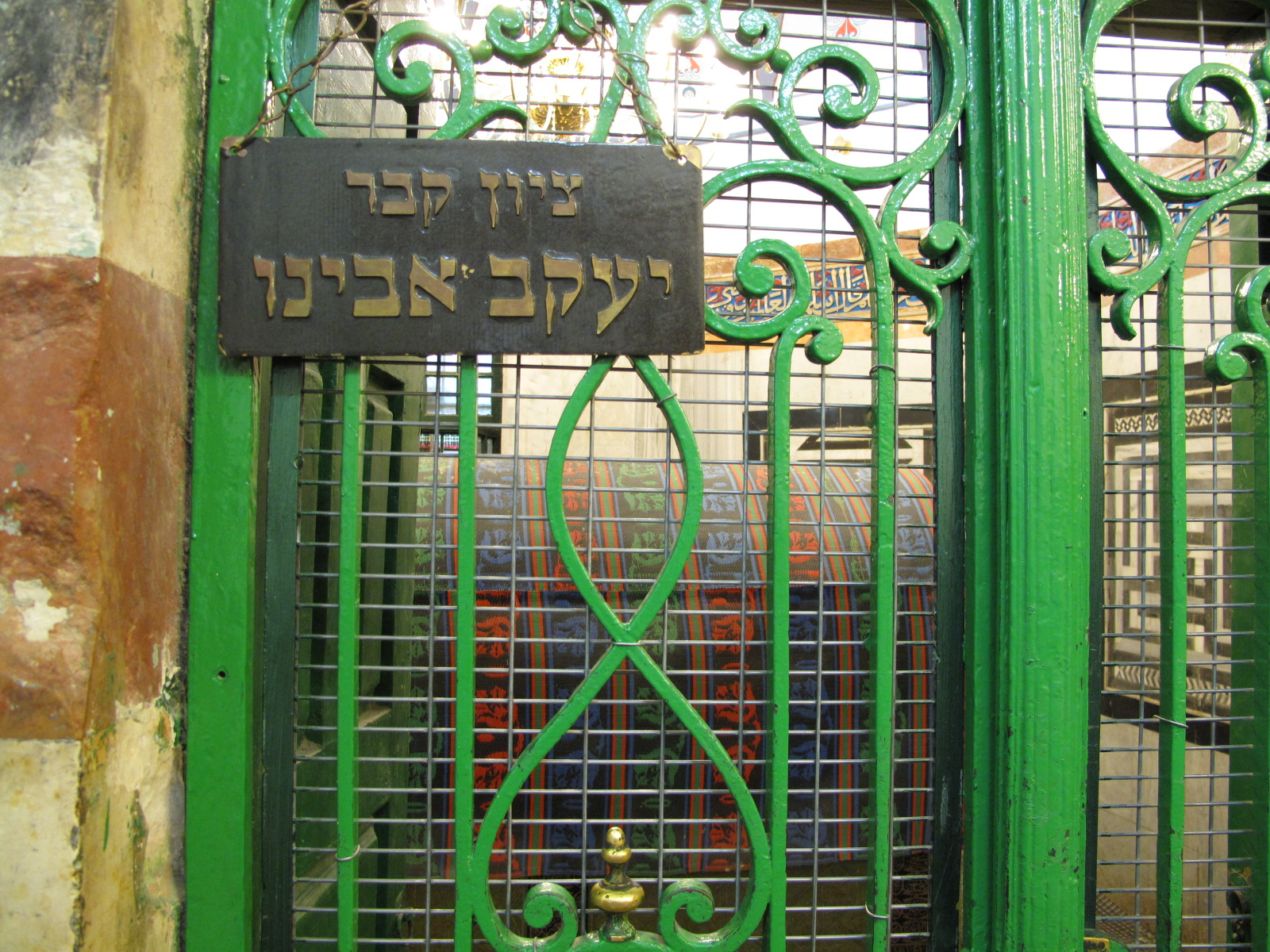
قبر يعقوب والمُسمّى عند اليهود بإسرائيل وهو والد الأسباط الإثني عشر المقدّسين عندهم

ارتبطت مدينة الخليل بالإسلام منذ بدايته، فقد عُدّت من الأراضي المباركة المذكورة في القرآن في آية: ﴿سُبْحَانَ الَّذِي أَسْرَىٰ بِعَبْدِهِ لَيْلًا مِنَ الْمَسْجِدِ الْحَرَامِ إِلَى الْمَسْجِدِ الْأَقْصَى الَّذِي بَارَكْنَا حَوْلَهُ لِنُرِيَهُ مِنْ آيَاتِنَا ۚ إِنَّهُ هُوَ السَّمِيعُ الْبَصِيرُ﴾ كما ارتبطت المدينة عمومًا والمسجد الإبراهيمي خصوصًا بالمسلمين لوجود قبر النبي إبراهيم وأولاده فيه، والذي يُعتبر من أهمّ الأنبياء الذين أرسلهم الله، بل يُسمى «أبو الأنبياء» ويُعدّ أحد أولي العزم من الرسل ويُسمّونه أيضًا «خليلُ الله». كما اكتسب المسجدَ أهميةً أيضًا لوجود قبور الأنبياء إسحق ويعقوب وزوجتيهما رفقة وليئة، كما يوجد ضريح يُنسب للنبي يوسف، حيث تؤكد الروايات أن رفاته نُقل من نابلس إلى الخليل ليكون بجانب آبائه، كما يرى بعض المؤرخين أنّ المسجد الإبراهيمي يضُم أيضًا أضرحة آدم وسام ونوح.
بذلك أصبح المسجد ثاني أهم معلم إسلامي بالنسبة للفلسطينيين بعد المسجد الأقصى، ويأتي في المرتبة الرابعة بعد الحرمين المكي والمدني والمسجد الأقصى بالنسبة للمسلمين عامة. وبذلك اهتم المسلمون بالمسجد اهتمامًا كبيرًا، منذ الفتح الإسلامي لبلاد الشام وإلى يومنا هذا، وفي فترة ما قبل الغزو الصليبي عام 1099، كان أهالي فلسطين والبلاد المجاورة غير القادرين على الحج إلى مكة كانوا يقومون بزيارة المسجد الأقصى والمسجد الإبراهيمي، وتوزيع الأضاحي على الفقراء وإقامة الصلوات والاحتفالات. كما وردت عدّة روايات عن علماء وصُلحاء يستحبون زيارة قبر النبي إبراهيم والدعاء عنده، وذكرون لذلك آداب، من ذلك ما ذكره ابن الجوزي: «فيُستجب لمن أراد الزيارة أن يخلص النية، ويسأل الله تعالى التوفيق والمعونة، ويصلى ركعتين ولا سوء أدبه في زيارته، فإنّ الأنبياء أحياء في قبورهم، ثم يقصد المكان بوقار وسكينة وذكر واستغفار، ثم يدخل المسجد ويبدأ بإدخال رجله اليمني.. ويصلي ركعتين تحية المسجد، ثم يدخل إلى قبر الخليل يستقبله من أي نواحيه شاء، ثم يسلّم على النبي ﷺ».

### عند اليهود
تُعتبر الخليل عند اليهود مدينة مُقدّسة، باعتبارها مدينة الآباء والأجداد، وأنّ تاريخ بني إسرائيل قد بدأ فيها كما يقول بن غوريون، ما يجعل مدينة الخليل في نظر بعض الحاخامات أكثر قدسية حتى من مدينة القدس. وبالنسبة لعموم اليهود فإنّ هذا المسجد (أو المغارة) يُعتبر أقدم موقع يهودي في العالم، ووجهة الحجيج اليهود منذ القِدَم، كما يُعتبر ثاني أقدس الأماكن بعد جبل الهيكل، وذلك لاعتقادهم بأنّ كلّ من النبي إبراهيم وهو الأب الأكبر للسلالة العبرانية والأب الروحي للشعب اليهودي، وزوجته سارة، وكذا يعقوب وهو إسرائيل الذي يُنتسب إليه الأسباط الإثنا عشر، وزوجته رفقة، والنبي يعقوب وزوجته ليئة قد دُفنوا في المغارة أسفل المسجد الإبراهيمي، وهؤلاء كلّهم يُعتبرون بطاركة وأمّهات الشعب اليهودي. وقد ورد ذكر المغارة التي دُفن فيها الأنبياء وزوجاتهم في سفر التكوين في عدّة مواضع، فقد ورد ذكر دفن إبراهيم وسارة في سفر الإصحاح 23: 1-20، والإصحاح 49: 31. وأمّا ذكر دفن إسحق ورفقة فقد ورد في الإصحاح 35: 29، والإصحاح 49: 31. والنبي يعقوب وزوجته ليئة فقد ورد أيضًا في الإصحاح 49: 28-33، والإصحاح 50: 4-5، والإصحاح 50: 12-13.

### عند المسيحيين
يعتقد المسيحيون بنفس معتقدات اليهود بالنسبة لمقدسات المنطقة، فكلاهما يؤمن بما جاء في العهد القديم في قصة دفن إبراهيم وأبنائه في المغارة. ومن الناحية التاريخية، فقد بُنيت كنيسة فوق المغارة في العهد البيزنطي بعد أن اعترف الإمبراطور قسطنطين بالمسيحية دينًا، فكان ذلك إيذانًا ببدء رحلات الحج المسيحي إلى كنيسة القيامة وما يتبع ذلك من زيارات للمسجد الإبراهيمي. ومع الاحتلال الصليبي عام 1099 تم بناء كنيسة مرة أخرى مكان المسجد الذي بُني في العهد الإسلامي، وعقب العثور على قبور الأنبياء عام 1119، أصبحت الكنيسة مركزًا مهمًا للحجيج المسيحيين، كما أصبحت تشكّل أحد أهمّ الكنائس الصليبية، حتى صنّفها عدد من الباحثين بأنها كنيسة كاتدرائية كُبرى.

## معلومات
1. ↑  قام بهذه الدراسة زيف يارين رئيس قسم الآثار بالقدس، وكان يقود فريق عمل لهذا الصدد. راجع: Yarin, Z. The Under ground Cave of Machpela (ط. 1986). Israil Anvurres 20-21. ص. 52–63.
2. ↑  كانت وظيفة ناظر الحرمين الشريفين من أقدم الوظائف في القدس وأهمها، وهي وُجدت زمن الأيوبيين، لكن قواعدها ترسخت في عهد المماليك، كان على الناظر الإشراف على حرمي القدس (المسجد الأقصى) والخليل (الحرم الإبراهيمي)، والعناية بهما من جميع الجوانب لا سيما ما ارتبط بترميم الأبنية وإصلاحها، معتمدًا على الأوقاف الكثيرة ومواردها المخصصة لهذا الغرض.
3. ↑  المدماك كما جاء في المعجم الوسيط: صَفٌّ من الحجارة أو اللّبِن في البناء.
4. ↑  سَدَنة: جمع سَادن، وهو خادم الكَعبة، أو حارس المعبد.

لا توجد روابط لمواقع التواصل الاجتماعي.